# Thelma et Louise
Vous lisez un « article de qualité » labellisé en 2008.
Pour les articles homonymes, voir Thelma et Louise.
Pour plus de détails, voir Fiche technique et Distribution.
Thelma et Louise (Thelma & Louise) est un film américain réalisé par Ridley Scott, sorti en 1991.
Le film est présenté « hors compétition » au Festival de Cannes 1991.
Il raconte l'histoire de deux femmes — Thelma (Geena Davis ) et Louise (Susan Sarandon) — dont l'excursion d'un week-end se transforme en cavale à travers les États-Unis. Ce film met également en scène Harvey Keitel, ainsi que Brad Pitt dont la carrière a été lancée par ce long métrage.
Écrit par la scénariste Callie Khouri, ce film a failli ne jamais voir le jour devant la méfiance de bon nombre de producteurs et réalisateurs, en raison de son thème et de sa scène finale d'anthologie qui tranchaient avec la production hollywoodienne classique.
À sa sortie, ce film suscite une polémique aux États-Unis, notamment parce qu'il met en scène deux héroïnes répondant par les armes à la violence masculine. Il remporte cependant plusieurs prix, dont l'Oscar du meilleur scénario original. À l'intersection de plusieurs genres cinématographiques, il est aujourd'hui considéré comme un classique, a influencé d'autres films et œuvres artistiques, et est devenu un film culte du féminisme.

## Synopsis

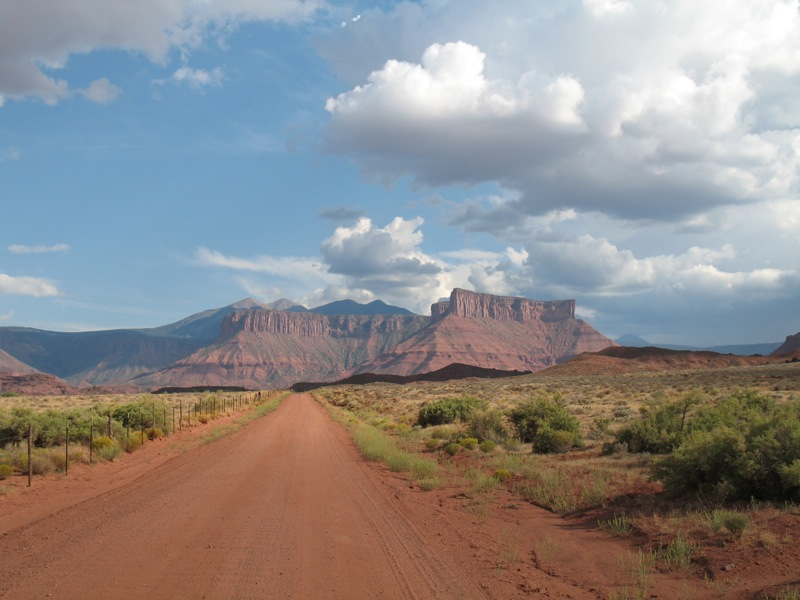
La route comme fil conducteur du film.

Thelma Lauren Dickinson, la trentaine, est l'épouse au foyer frustrée et soumise de Darryl, archétype du macho d'autant plus parfaitement inconscient de son ridicule que son complexe de supériorité est renforcé par sa réussite professionnelle. Louise Elizabeth Sawyer, son amie, serveuse dans une cafétéria, l'a convaincue de s'évader pour un week-end à la montagne. Quittant l'Arkansas, elles sont bien décidées à profiter de ces heures de liberté. Elles s'arrêtent en cours de route dans une boîte de nuit. Alors qu'un homme essaie de violer Thelma sur le parking, Louise arrive in extremis, sort un revolver et empêche le viol. Devant la vulgarité et l'agressivité de l'homme, elle le tue. Louise refuse catégoriquement de se rendre à la police et décide de prendre la direction du Mexique, entraînant Thelma dans sa cavale.
Louise téléphone à son amoureux, Jimmy, pour qu'il lui envoie de l'argent à un motel d'Oklahoma City. Mystérieusement, elle ne veut pas passer par l'État du Texas. Le meurtre ayant été découvert, la police, après une rapide enquête, est sur la piste des deux femmes. Des agents, comptant sur un appel téléphonique qui permettrait de les localiser, s'installent en présence de Darryl dans la maison du couple. Arrivées à Oklahoma City, elles y retrouvent Jimmy qui a apporté l'argent, et qui en profite pour demander à Louise de l'épouser ; elle refuse compte tenu de la situation. Pendant ce temps, Thelma passe la nuit avec un auto-stoppeur, JD, jeune et rebelle, qui lui vole l'argent destiné à financer leur trajet jusqu'au Mexique.
À nouveau, Thelma est consciente de sa responsabilité dans la tournure que viennent de prendre les choses. Constatant le désespoir dans lequel sombre Louise à cause de sa négligence, elle ne trouve pas de meilleure idée que de commettre un braquage, directement inspiré par les confidences qu'elle a tendrement obtenues au lit de la bouche de son voleur. Continuant leurs recherches, les policiers, progressant d'autant plus vite que le délit de Thelma a été filmé par une caméra de surveillance, retrouvent Jimmy, puis l'auto-stoppeur qui les orientent vers l'Arizona. L'un des policiers, ayant appris que Louise a été violée au Texas, il y a longtemps, comprend les ressorts de cette histoire.
De nouveau sur la route, les deux femmes sont arrêtées par un policier pour excès de vitesse. Elles le neutralisent avec leur revolver, prennent son arme et  l'enferment dans le coffre de sa voiture de patrouille. Elles poursuivent leur trajet et sont amenées à doubler à nouveau un routier qui, comme deux fois auparavant, les interpelle avec insistance par des propos et des gestes obscènes. Cette fois, elles l'arrêtent pour obtenir de lui des excuses qu'il s'obstine, dans son sentiment de supériorité masculine, à ne pas présenter et elles font exploser son camion-citerne.
La cavale prend fin au Grand Canyon dans l'Arizona. Prises au piège par une armée de voitures de police, Thelma et Louise préfèrent la mort : dans une ultime accélération, leur voiture saute dans le précipice.

## Fiche technique
Sauf indication contraire, les informations mentionnées dans cette section peuvent être confirmées par la base de données cinématographiques IMDb,  présente dans la section « Liens externes ».
- Titre original et français : Thelma & Louise
- Titre québécois : Thelma et Louise
- Réalisation : Ridley Scott
- Scénario : Callie Khouri
- Musique : Hans Zimmer (additionnelle : Pete Haycock)
- Montage : Thom Noble
- Décors : Anne H. Ahrens
- Costumes : Elizabeth McBride
- Photographie : Adrian Biddle
- Format : 35 mm - 2.35:1 - couleur
- Pays de production :  États-Unis
- Langue originale : anglais
- Production : Mimi Polk Gitlin, Ridley Scott, Dean O'Brien, Callie Khouri
- Sociétés de production : Metro-Goldwyn-Mayer, Percy Main Productions et Star Partners III Ltd.
- Distribution : Metro-Goldwyn-Mayer (États-Unis), Europe Image Distribution (France)
- Genre : road movie, comédie dramatique, thriller
- Durée : 129 minutes
- Budget : 16,5 millions de dollars américains[3]
- Dates de sortie :
  - France : 20 mai 1991 (Festival de Cannes) ; 29 mai 1991 (sortie nationale)
  - États-Unis : 24 mai 1991

## Distribution

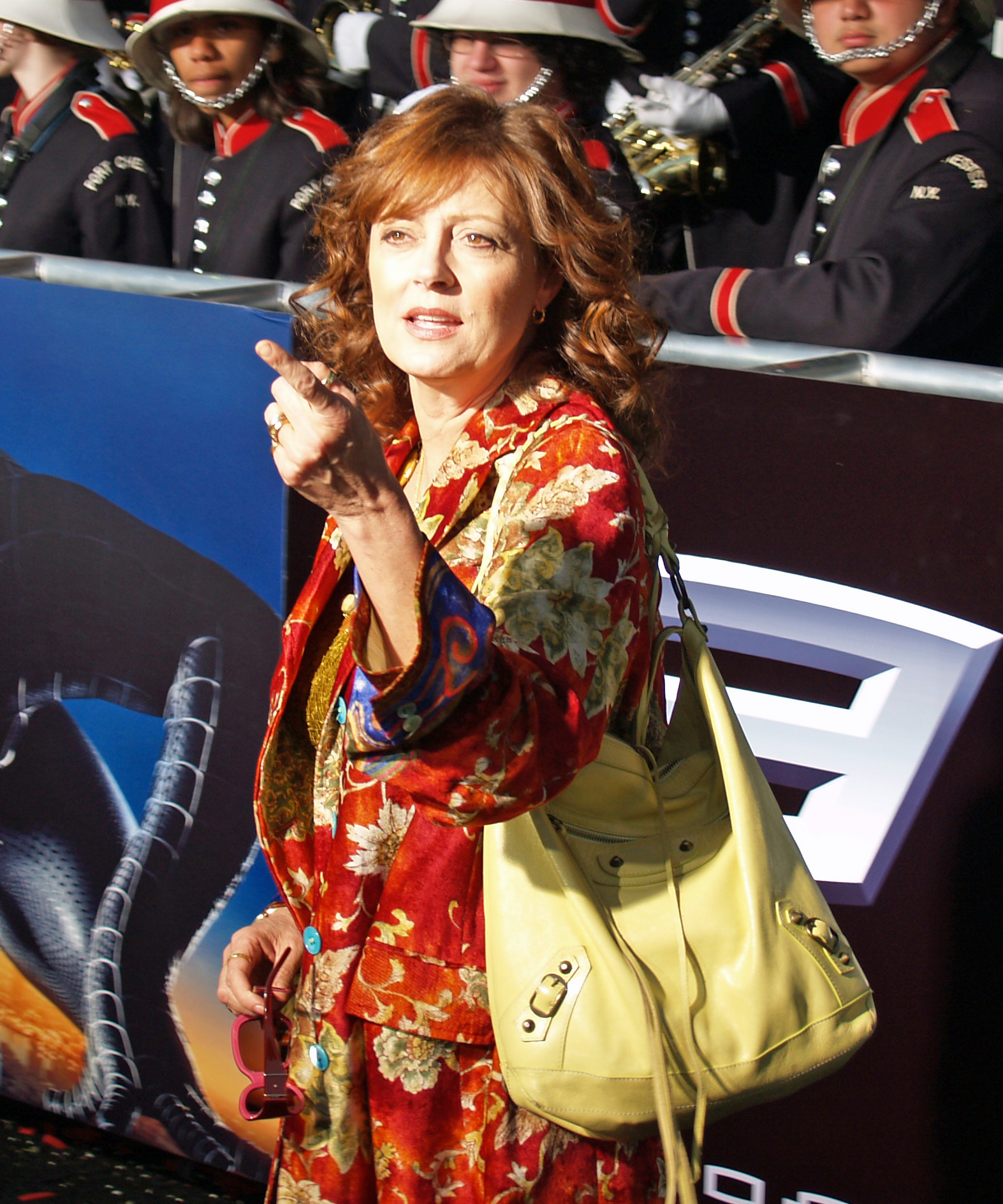
Susan Sarandon (Louise)

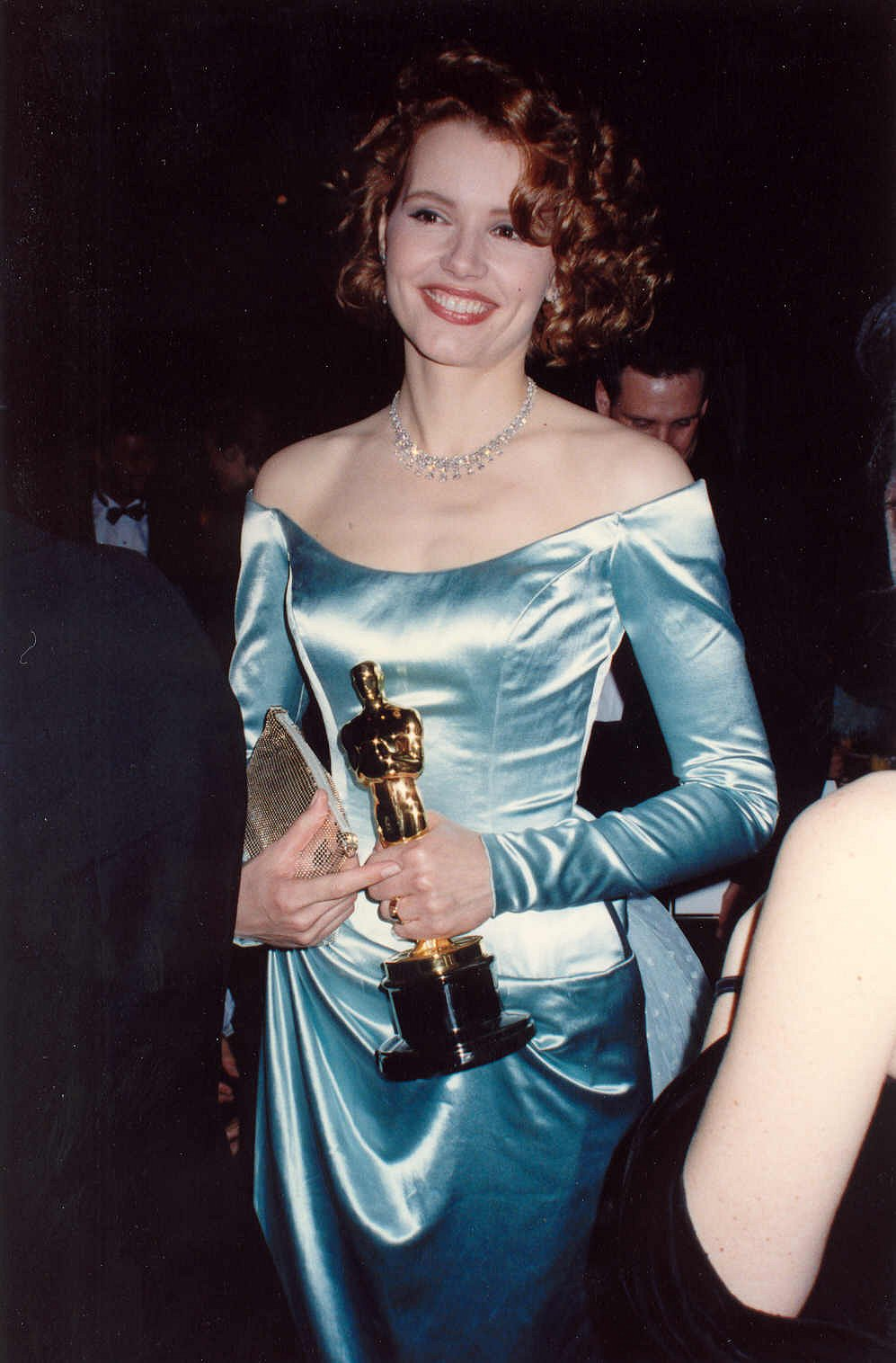
Geena Davis (Thelma)

- Susan Sarandon (VF : Béatrice Delfe) : Louise Sawyer
- Geena Davis (VF : Anne Le Youdec) : Thelma Dickinson
- Harvey Keitel (VF : Daniel Russo) : Hal Slocumb, le détective
- Michael Madsen (VF : Michel Vigné) : Jimmy Lennox, le compagnon de Louise
- Christopher McDonald (VF : Bertrand Farge)  : Darryl Dickinson, le mari de Thelma
- Stephen Tobolowsky (VF : Mathieu Rivolier) : Max, l’agent du FBI
- Brad Pitt (VF : Franck Capillery) : J. D., l’autostoppeur
- Timothy Carhart (VF : Marc François) : Harlan Puckett, le violeur
- Lucinda Jenney (VF : Dominique Chauby) : Lena, la serveuse du night-club
- Jason Beghe (VF : José Luccioni) : le policier « nazi »
- Marco St. John (VF : Patrick Floersheim) : le camionneur

Sources et légende : version française (VF) sur Voxofilm. version québécoise (VQ) sur Doublage Québec

## Production

### Genèse et développement
Le scénario de Thelma et Louise a été écrit par Callie Khouri. Elle a voulu mettre en scène deux femmes dans un genre jusque-là exclusivement masculin. Son idée était née d'une lassitude face aux films américains ne proposant que de trop rares bons rôles pour des femmes, en particulier des rôles qui permettent aux personnages de prendre leurs propres décisions et contrôler leur propre destinée. « Je voulais écrire quelque chose qui n'avait jamais été porté au cinéma auparavant. En tant que cinéphile, j'ai été nourrie du rôle passif des femmes. Elles ne conduisaient jamais l'histoire parce qu'elles ne conduisaient jamais la voiture. »
Le film Thelma & Louise a comme principal thème l'émancipation féminine, l'accomplissement personnel, la prise de contrôle des femmes sur leur vie, l'empowerment  (le pouvoir-faire). La scénariste Callie Khouri explique que le thème de la réappropriation de leur vie par les femmes est à la base du scénario : « L’idée m’est venue une nuit, alors que j’étais assise dans ma voiture, devant chez moi. Qu’est-ce qui pourrait bien se passer dans la vie de deux femmes, deux meilleures amies, de suffisamment fort pour les obliger à choisir entre ce qu’elles ont et ce qu’elles pourraient éventuellement avoir ? Quel événement, quelle erreur commise, peut-être, pourrait les expédier en voyage dans l’inconnu ? À partir de là, l’histoire s’est déroulée toute seule dans ma tête. »
Callie Khouri a eu l'idée du film en imaginant d'abord le saut final des héroïnes dans le Grand Canyon. Elle a écrit le scénario en commençant par cette fin. Elle pourrait s'être inspirée d'un canular publié dans la presse californienne en 1912, qui relatait le suicide en automobile d'un jeune couple, Niles Folsom et Thelma Bartee, du haut d'un canyon près de Santa Monica.
Elle a ensuite dû faire face au refus de bon nombre de producteurs, qui craignaient qu'une telle fin soit mal acceptée par les spectateurs. Khouri s'est néanmoins battue pour que cette scène figure dans le film, estimant qu'une fin classique aurait rendu ce film banal et ordinaire. Jusque pendant le tournage, Ridley Scott a subi des pressions de la production pour trouver une autre fin, mais à défaut de trouver une scène alternative de la même intensité, il est resté fidèle au scénario. Ce faisant, Ridley Scott a pu sceller le caractère héroïque de ses personnages et donner à leur mort une touche de noblesse.
La scénariste a été étroitement associée à la réalisation du film, de telle sorte qu'elle fut parfois appelée la « troisième femme » de Thelma et Louise. Elle a longuement collaboré avec Ridley Scott dans la préparation du film, a participé au choix des acteurs et était présente sur le tournage. Elle a dès lors pu peser sur les options scénaristiques retenues, en obtenant le maintien des séquences qui lui étaient chères, notamment celle du viol et la scène finale.

### Réalisation
Callie Khouri a d'abord voulu réaliser le film elle-même en tablant sur un budget d'un million de dollars, et a contacté différents producteurs en ce sens. Elle a été confrontée à de nombreux refus. Son scénario est arrivé dans les mains de Mimi Polk Gitlin qui, elle, l'a adoré : il permettait de réaliser un film dans lequel était donné du pouvoir aux personnages féminins, et qui encourageait les femmes à s'écouter et à réaliser leurs rêves tout en remettant en question la conception traditionnelle qu'on a de la répartition des rôles masculins et féminins. Elle a augmenté le budget à 16 millions de dollars, a pressenti Michelle Pfeiffer et Jodie Foster dans les rôles de Thelma et Louise, et a soumis le scénario à Ridley Scott au départ pour l'associer comme producteur.
Ridley Scott a été séduit par le scénario, parce que le fait de placer deux femmes dans les rôles principaux tranchait avec la production cinématographique classique. À ce moment-là, il cherchait à produire autre chose qu'un film faisant partie du pourcentage très élevé de ceux présentant un personnage masculin comme héros. Il s'est ensuite mis en quête d'un réalisateur. Beaucoup de réalisateurs potentiels à qui il a soumis le projet ont été méfiants et lui suggérèrent de le réaliser lui-même. En effet, Ridley Scott avait déjà réalisé Alien, le huitième passager en 1979, dans lequel une actrice, Sigourney Weaver, incarnait Ripley, un rôle à l'origine écrit pour un homme. Finalement, Ridley Scott a été convaincu de réaliser Thelma et Louise lui-même.

### Attribution des rôles
Le lancement du processus ayant pris trop de temps, Michelle Pfeiffer et Jodie Foster n'étaient plus disponibles. L'équipe a dès lors choisi deux autres actrices, Geena Davis et Susan Sarandon, pour incarner respectivement Thelma et Louise. Bien qu'elles fussent connues, elles n'étaient pas des superstars. Il n'était en effet pas judicieux de choisir de grandes stars parce qu'il ne fallait induire aucune idée préconçue sur ces deux personnages.
Geena Davis a appris qu'il circulait un scénario présentant deux femmes dans les rôles principaux. Elle se l'est procuré, a adoré le personnage de Thelma et a réalisé un important travail de recherche sur ce rôle qu'elle a ensuite longuement présenté à Ridley Scott. Susan Sarandon trouvait le personnage de Louise très intéressant parce qu'il n'était pas le plus tape-à-l'œil, devait tenter de rester sur la bonne voie malgré ses blessures, et lui permettait de conduire l'histoire au sens propre comme au figuré. Elle trouvait également excitant de jouer les mauvaises filles.
Harvey Keitel était le troisième des acteurs connus au moment de la sortie du film, tous les autres n'ayant joué que de petits rôles jusque-là. Il a reçu le rôle de l'inspecteur Hal Slocombe, un personnage très important dans le film, tiraillé entre sa mission d'enquêteur et de policier, et la sympathie qu'il éprouve pour les deux femmes. Il est en effet le seul homme sensible à la condition des femmes et qui comprend dès lors les actes et motivations de Thelma et de Louise. Une séquence non retenue le montre d'ailleurs au lit, demandant tendrement à son épouse dans quelles circonstances elle serait capable de commettre un meurtre. Harvey Keitel jouait pour la première fois le rôle d'un gentil.

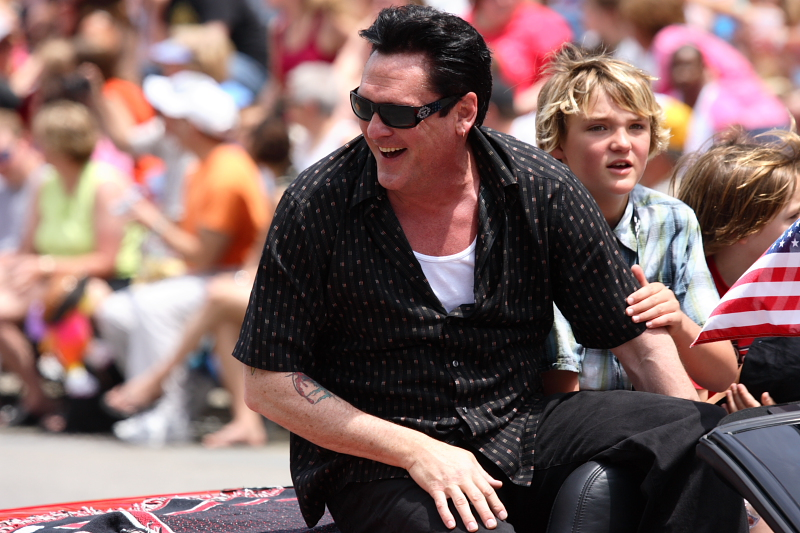
Michael Madsen (Jimmy)

Pour jouer Darryl, Christopher McDonald était une idée de Geena Davis. McDonald a d'abord été auditionné pour le rôle du violeur, mais il a été beaucoup plus convaincant en incarnant le personnage du mari macho. Ridley Scott aimait sa gestuelle et, en particulier, la façon qu'il avait de faire tourner les clés dans ses mains dans les premières séquences du film. Il a aussi apprécié que McDonald arrive avec une moustache le premier jour de tournage.
Michael Madsen était connu de Callie Khouri pour avoir joué dans un film de son mari Kill me again en 1989. L'équipe lui a d'abord proposé le rôle du violeur, mais il l'a refusé. Il a ensuite reçu le rôle de Jimmy, l'ami de Louise. Il a beaucoup contribué à la séquence où Louise et Jimmy se retrouvent dans la chambre du motel, très différente de ce qui était prévu dans le scénario, en partie réécrite par Susan Sarandon. Il a interprété son personnage à la fois compatissant, violent et vulnérable, et a introduit l'idée de la demande en mariage.
Ridley Scott a eu plus de difficulté à trouver le comédien qui serait le violeur. Il fallait un acteur à double visage. Il devait être attirant et charmeur pour que Thelma ait envie de danser avec lui, puis pouvoir être méchant et violent. Timothy Carhart correspondait à ces caractéristiques.
Pour J. D., l'acteur devait avoir un beau physique. Brad Pitt, qui n'avait alors joué que dans quelques séries télévisées, a auditionné pour ce rôle, et a été remarqué par Ridley Scott. Callie Khouri a demandé à voir le comédien qui incarnerait le jeune auto-stoppeur pour s'assurer que son physique était à la hauteur du rôle. En ouvrant la porte, elle s'est trouvée face à Brad Pitt, est restée un instant sans voix, puis a déclaré « Je pense que ça ira ».
Stephen Tobolowsky venait de terminer le tournage de Mississippi Burning quand on lui a proposé le rôle de l'agent du FBI. Il voyait le personnage de Max comme une force, une pression continue tout le long de l'histoire.
Jason Beghe a été retenu pour le rôle du policier parce que, lors de l'audition, il a eu l'idée de faire pleurer son personnage, ce qui n'était pas prévu dans le scénario. Quant à Marco St. John, il a accepté d'interpréter le camionneur obscène tout en craignant que plus personne ne veuille de lui après ce rôle.

### Tournage

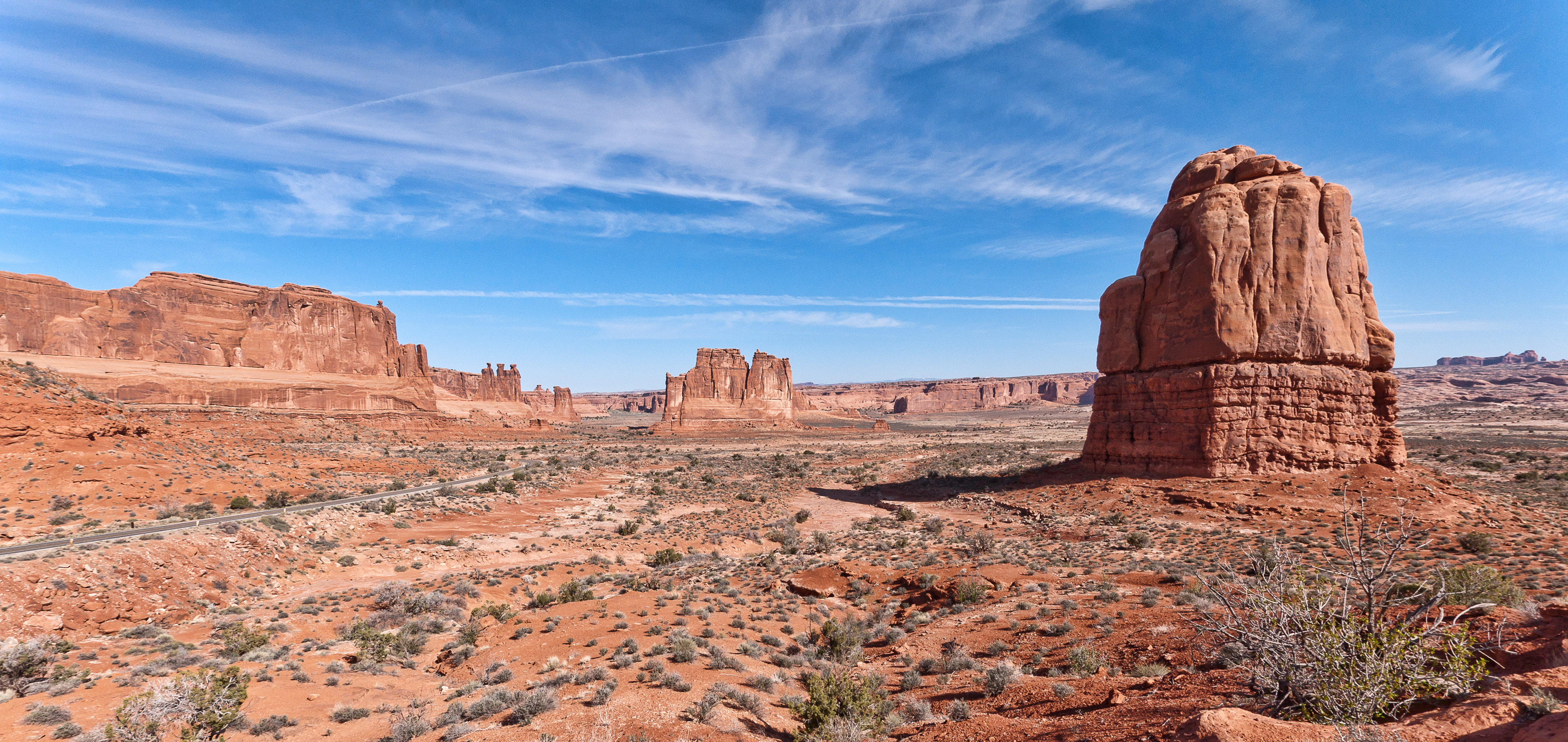
Parc national des Arches, un des lieux de tournage.

Le scénario prévoit que les héroïnes partent de l'Arkansas, contournent le Texas en passant par l'Oklahoma puis le Nouveau-Mexique, et arrivent en Arizona (Grand Canyon).
Après avoir effectué lui-même ce trajet aux fins de repérages, Ridley Scott a estimé qu'il serait trop coûteux d'emmener son équipe dans un tel voyage. Il a alors choisi d'effectuer les tournages dans un rayon plus petit, à partir de trois bases :
- Los Angeles (Californie) où ont été tournées toutes les scènes d'intérieur[13]. Tarzana, à côté de Los Angeles, correspondait parfaitement à une petite ville d'Arkansas où les héroïnes résidaient. Le restaurant dans lequel Louise travaillait comme serveuse était en réalité le restaurant « DuPar » à Thousand Oaks. Quant au saloon où les deux femmes s'arrêtent en début du film, il s'agit d'un bar de Long Beach[28].
- Bakersfield, à proximité de Los Angeles, qui offre des plaines irriguées et des paysages similaires à ceux de l'Arkansas[13]. C'était également l'endroit idéal pour filmer des tronçons d'autoroute d'Oklahoma[28].
- Moab (Utah), comme point central d'une région montagneuse où ont été tournés de nombreux westerns, composée de splendides paysages du Far West pouvant évoquer l'Arizona[13]. La séquence où les deux femmes roulent de nuit en se relayant a été filmée au parc national des Arches. La scène où Louise échange ses bijoux contre le chapeau du vieillard a été tournée à Cisco, le vieillard étant d'ailleurs un figurant, habitant de ce hameau et nommé Ernest Vanderhof[29]. La scène finale a été tournée non pas dans le Grand Canyon, mais à Dead Horse Point, un canyon plus petit situé à proximité de Moab. Cette même scène a dû être tournée deux fois. À la première tentative, les deux têtes des mannequins se sont envolées lors de la descente de la voiture. Le renfort nécessaire à leurs maintiens était tel, qu'il a nécessité que les deux actrices portent un foulard autour de leurs cous.

#### Anecdotes

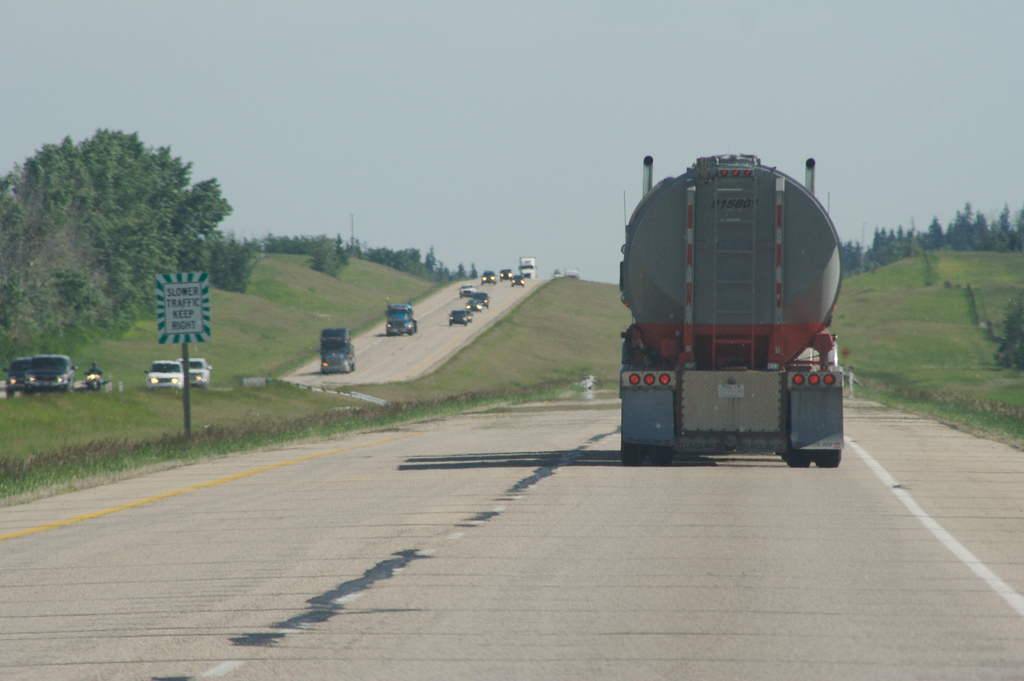
Le camion-citerne, dont l'explosion est un moment phare du film.

Dans le script, il n'était pas prévu que Darryl (Christopher McDonald) tombe à côté de sa voiture en quittant précipitamment sa maison pour se rendre au travail. Or, Christopher McDonald, qui portait des chaussures neuves glissantes, est tombé lors de la première prise de vue. Il a néanmoins décidé de continuer à jouer alors que la caméra tournait. À la fin de la prise, Ridley Scott déclare que l'équipe pouvait refaire quelques prises supplémentaires, mais que la première prise est la bonne.
Lors de la scène où Louise vomit à côté de la voiture, Susan Sarandon crache en réalité du blanc d’œuf.
Certains plans de la séquence du viol ont été interprétés par une doublure de Geena Davis.
Dans la scène où Darryl poursuit l'autostoppeur J.D., Christopher McDonald voulait littéralement tuer Brad Pitt et était retenu par six hommes. Il a dû rejouer huit fois la scène, si bien qu'il en a eu des courbatures le lendemain.
Lors de la scène de l'explosion du camion-citerne, des caméras filmaient les visages de Geena Davis et Susan Sarandon car il était prévu d'utiliser leurs réactions réelles. Mais au moment de l'explosion, leur visage est resté figé. Il a donc fallu réinstaller le matériel de tournage, simuler le souffle et la lumière de l'explosion et leur demander de jouer une réaction plus expressive.
Lors du tournage de certaines séquences, notamment les plans où Thelma (Geena Davis) parle avec J.D. (Brad Pitt) assis sur la banquette arrière, la voiture était en situation de trafic réel. Susan Sarandon devait dès lors interpréter son personnage tout en étant attentive à la circulation routière.

### Musique
La musique de Thelma et Louise est une composition originale de Hans Zimmer, compositeur réputé dans le monde du cinéma. Il écrit la musique de Thelma et Louise après avoir conçu notamment celles de Rain Man et de Jours de tonnerre. Sa musique, mélange de sonorités électroniques accompagnées de la guitare de Pete Haycock, a pour but de soutenir l'action et de renforcer les émotions produites par l'image.
Le film contient également des morceaux issus du rock et de la musique country, afin de bien ancrer le film dans la culture américaine. Il s'agit principalement de musiques diégétiques, c'est-à-dire de musiques que les personnages entendent. Le film commence ainsi par Little Honey (Kelly Willis), joué en musique d'ambiance dans le restaurant où Louise travaille. Tennessee Plates est interprété en live par Charlie Sexton dans le saloon où les deux héroïnes s'arrêtent. Dans la voiture, elles accompagnent en chantant le morceau The Way You Do the Things You Do (The Temptations) diffusé par l'autoradio. Quant au cycliste rasta, il n'entend pas directement les appels à l'aide du policier enfermé dans le coffre de sa voiture, parce qu'il écoute I Can See Clearly Now (Johnny Nash) sur son baladeur.

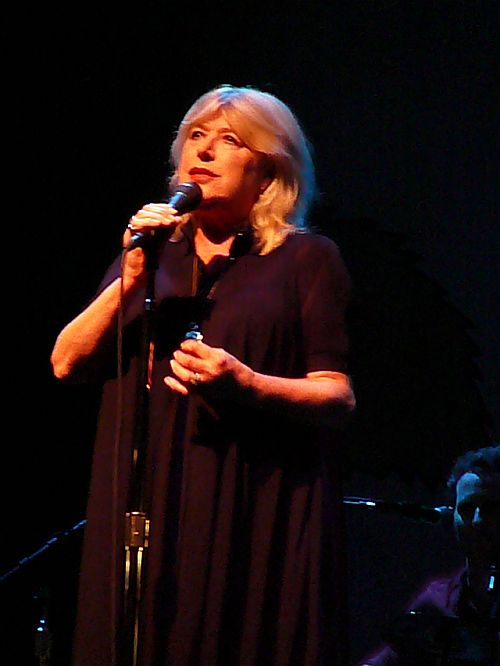
Marianne Faithfull dont le morceau The Ballad of Lucy Jordan accompagne l'étape de nuit des héroïnes.

Le seul morceau extradiégétique est The Ballad of Lucy Jordan de Marianne Faithfull, utilisé en illustration sonore de la séquence où Thelma et Louise roulent de nuit en se relayant. Il s'agit d'une musique d'ambiance servant à mettre les spectateurs en condition et non d'une musique entendue par les personnages, en raison de la non cohérence temporelle entre l'image et le son. En effet, le montage de la séquence suggère qu'elles roulent jusqu'à l'aube en changeant de place derrière le volant, alors que le morceau ne dure que quelques minutes. On n'imagine pas vraisemblable, en conséquence, qu'elles se saoulent la nuit entière du même morceau de musique passé en boucle.

Le choix de ces morceaux est directement lié au thème du film, de telle sorte que non seulement la musique, mais également les paroles, appuient le scénario : « Je ne veux pas jouer à la maison » (I Don't Wanna Play House de Tammy Wynette), « Ne regarde pas derrière » (Don't Look Back de Grayson Hugh). Ou encore « Je ne peux pas me détacher de toi » (I Can't Untie You from Me de Grayson Hugh) comme musique d'ambiance dans le motel au petit matin juste avant le départ de Jimmy. Quant au morceau The Ballad of Lucy Jordan de Marianne Faithfull, il semble résumer à lui seul le personnage de Thelma : 

« À l'âge de trente-sept ans, elle réalise qu'elle n'a jamais roulé à travers Paris dans une voiture de sport, un vent chaud dans les cheveux (…) Son mari est au travail, ses enfants sont à l'école, elle pourrait nettoyer pendant des heures ou réarranger les fleurs, ou courir nue dans les rues ombragées en criant tout le long du chemin […] »

Le dernier morceau du film est Better Not Look Down de B. B. King, que les deux femmes écoutent lorsqu'elles rencontrent pour la troisième fois le camionneur. La scénariste Callie Khouri a à l'origine prévu que cette chanson accompagne la scène finale. En effet, les paroles « Mieux vaut ne pas regarder vers le bas si vous voulez continuer à voler » auraient judicieusement soutenu cette dernière séquence. Ridley Scott a finalement préféré l'utiliser en accompagnement de la séquence du camion-citerne, estimant probablement que « Mieux vaut ne pas regarder en bas, appuie sur le champignon, garde ta grande vitesse » pouvait également s'adresser au camionneur.

## Accueil public

### Polémique à la sortie du film
À sa sortie, le film a créé une polémique aux États-Unis. Certains l'ont considéré comme un film formidable, d'autres comme un film dangereux. On pouvait lire des réactions très enthousiastes : « C'est le premier film que j'ai vu racontant la véritable vérité », « J'ai vu ma vie jouée devant mes yeux ». Par contre, d'autres personnes ont tenu des propos hostiles : « C'est l’éloge d'une violence transformative… Un thème explicitement fasciste », « Il justifie les braquages à main armée, le massacre d'hommes et la conduite en état d'ivresse chronique comme exercices d'élévation sans conscience ». On pouvait encore entendre : « C'est un film très dur, très corrosif, aussi dérangé moralement et intellectuellement qu'Hollywood peut l’être », « Un film qui encourage les femmes à utiliser des armes », voire « C'est la fin de la civilisation occidentale ».
La polémique autour de Thelma et Louise a dépassé le cadre strictement cinématographique au point de faire la couverture du Time Magazine le 24 juin 1991.

### Un film féministe
Thelma et Louise est un film féministe. Il est repris en tant que tel dans les filmographies féministes.
La portée exacte de son caractère féministe fait cependant débat au sein des mouvements antisexistes. Certains lui reprochent de présenter deux femmes ayant un comportement d'hommes ou ne réagissant qu'en fonction d'actes commis par des hommes. D'autres critiquent le fait que Thelma et Louise donnent une mauvaise image de femmes qui se libèrent de l'oppression machiste en commettant des délits et en prenant leur revanche sur les hommes, ce qui dessert la cause féministe. D'autres encore s'interrogent sur le caractère féministe du film en raison de la fin tragique des deux héroïnes. Néanmoins Thelma et Louise est un des très rares films où deux femmes sont les personnages principaux, qui démontre comment ces femmes répondent aux injustices qui les entourent en raison de leur sexe, et qui traite dans une perspective féministe plusieurs questions liées aux inégalités entre femmes et hommes, telles que l'émancipation féminine et le viol.
De plus, il n'échappe pas à un œil attentif que la main que Thelma referme sur celle que Louise lui tend dans leur envol ultime vers la mort est, en plein milieu de l'écran, un poing dressé, symbole privilégié entre tous, dans les sociétés occidentales de la seconde moitié du XXe siècle, de la contestation et du combat (social ou politique) qui continue.
Le film agit comme une catharsis pour beaucoup de femmes. En étant spectatrices de situations sexistes (femme au foyer soumise) et de violences sexuelles (viol, harcèlement) qu'elles ont pour la plupart elles-mêmes vécues, et en voyant les personnages y réagir en prenant le dessus, elles ressentent des émotions particulièrement libératrices.
De nombreuses femmes se reconnaissaient dès lors dans cette « émancipation des femmes à travers leurs escapades » et considèrent l'œuvre comme un film culte. Des femmes se sont rendues au Grand Canyon en 2001 pour célébrer les dix ans du film, d'autres vont visiter les lieux de tournage. Ce film fait également l'objet d'études et de publications universitaires en particulier dans le domaine des études de genre,.

### Débats sur le caractère misandre du film

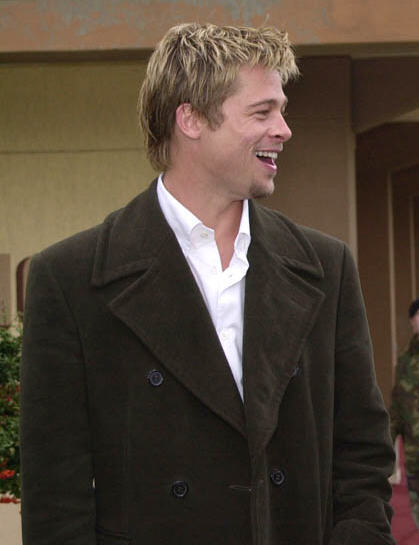
Brad Pitt dont la carrière a été lancée par le rôle de J.D. dans Thelma & Louise.

Selon certaines critiques dénonçant le caractère misandre de Thelma et Louise, le film est « anti-hommes » parce qu'il les présente sous leur pire aspect : un mari macho, un violeur, un camionneur obscène. « Tous les hommes sont des salauds (…). Des hommes néfastes, vicieux, mesquins, frustes et brutaux, qui n’ont de cesse de les persécuter », « il est dégradant pour les hommes, avec des stéréotypes pathétiques de comportements à la testostérone dérangée », « c'est un film contre les hommes, plein de haine envers eux ». Par ailleurs, le film glorifie les héroïnes qui s'en prennent à ces hommes, les rend sympathiques, et dédouane leur comportement en faisant porter la responsabilité de leurs méfaits aux hommes. La réplique de l'inspecteur à l'auto-stoppeur « Je te rendrai personnellement responsable d’une partie de ce qui va leur tomber dessus » est citée en appui de cette dernière thèse.
Cette opinion n'est pas partagée par d'autres personnes, à commencer par les membres de l'équipe du film, étonnés par les propos dénonçant la misandrie du film,, qui mettent en avant la variété des personnages masculins. Outre le mari macho, le violeur et le camionneur obscène, il y a Hal le gentil policier, J.D. le petit bandit au corps de rêve à la fois voleur et séducteur, Jimmy l'homme sensible, colérique mais bien intentionné qui finit par demander Louise en mariage, souffrant profondément de la rupture mais respectant les choix de sa compagne. Parmi les personnages de troisième ordre, il y a l'épicier honnête qui suggère à Thelma d'acheter l'alcool en plus grand conditionnement. Ou encore le vieillard avec qui Louise échange ses bijoux contre son chapeau dans une scène où ils semblent partager les mêmes conditions de vie dans un endroit du bout du monde et avoir spontanément développé une complicité leur permettant de se comprendre par un simple regard. Inversement, toutes les femmes ne sont pas présentées sous leur meilleur jour. Si on excepte Thelma, Louise et la serveuse (qui, au début, demande à Harlan de ne pas ennuyer ses clientes avant de convaincre Hal de l'innocence des deux femmes), les personnages féminins sont présentés négativement : dans les toilettes du saloon a lieu une scène où les femmes se bousculent ridiculement devant le miroir pour se recoiffer et se remaquiller ; la serveuse du motel à Oklahoma fait une réflexion idiote et déplacée à Louise juste après que Jimmy l'a quittée.

### Débats sur le caractère violent du film

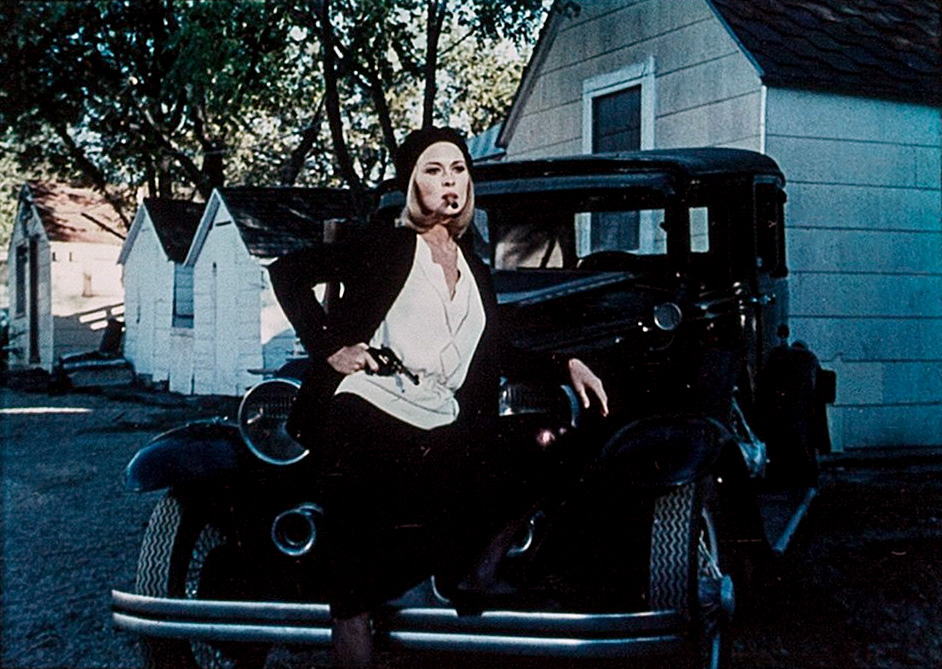
Faye Dunaway dans le film Bonnie et Clyde d'Arthur Penn (1967) : un des premiers cas de personnage féminin maniant un revolver.

Une partie du public perçoit Thelma et Louise comme un film très violent. Certaines critiques évoquent le « paroxysme de violence gratuite » dont font preuve les deux héroïnes, estiment qu'elles ont un « comportement sadique ». D'autres ajoutent que le film est une « expédition punitive contre les hommes », vont jusqu'à comparer Thelma et Louise à des tueurs en série.
Geena Davis rappelle cependant que ce film ne met en scène la mort que de trois personnages : le violeur (un méchant) et Thelma et Louise elles-mêmes. Il n'y a qu'une seule et unique scène de coups et blessures : lors de la tentative de viol, les coups sont portés par Harlan contre Thelma.
Callie Khouri explique cette perception de grande violence par la double norme qui régit ce qui est communément admis d'un homme et d'une femme. Une femme est censée être douce et gentille, tandis que la violence serait une prérogative exclusivement masculine. À titre d'exemple, Khouri propose d'imaginer la scène de la tentative de viol avec un personnage masculin à la place de Louise : un homme tente de violer une femme, l'ami de cette femme intervient, finit par abattre le violeur, puis lui dit « foutons-le-camp d'ici ». Cette scène jouée par un homme serait tout simplement banale dans un film d'action. Par contre, si elle est jouée par une femme, elle est perçue comme beaucoup plus violente, voire totalement subversive. Susan Sarandon ajoute que la violence contenue dans Thelma et Louise est d'un niveau bien moindre que dans la plupart des films d'action classiques où le héros est un homme blanc. Et de citer Total Recall où Arnold Schwarzenegger tue une femme d'une balle dans la tête en disant « Considère ça comme un divorce », qui n'a pas du tout soulevé la même indignation que Thelma et Louise.

### Une dimension homosexuelle
Bien que Thelma et Louise ne soit pas à proprement parler un film lesbien, et n'ait pas été conçu comme tel, il est parfois vu comme présentant une dimension homosexuelle : le fait que les deux héroïnes rompent leur relation avec leur partenaire respectif, vivent des aventures qui les rapprochent, décident de conclure leur périple par leur mort conjointe, s'échangent un baiser, puis lancent leur voiture dans le vide en se tenant la main, laissant tous les hommes derrière elles.
Ce film a été positivement accueilli par des mouvements homosexuels et fait partie de la filmographie homosexuelle.
Certains détracteurs de Thelma et Louise invoquent également l'homosexualité supposée des héroïnes, en y ajoutant généralement des considérations homophobes, comme argument supplémentaire pour justifier leur rejet du film,.
Il est à noter cependant que cette interprétation d'une relation homosexuelle (ou simplement d'une attirance diffuse) entre les deux héroïnes n'est pas flagrante chez les critiques français, en particulier. Dans L’Homosexualité au cinéma, Thelma et Louise n'est cité que parmi les œuvres relevant d'une « utilisation allusive d'une homosexualité potentielle ».

### Thelma et Louise entre Flaubert et Tocqueville
Pour avoir confronté une soixantaine d’articles parus dans la presse française aux plans du film par eux évoqués, le journaliste et chercheur Jean-Pierre Airut a conclu que : les journaux ont soutenu le film après seulement que leurs lecteurs l’eurent plébiscité ; le public a transfiguré les anti-héroïnes de Ridley Scott en héroïnes sous l’effet de ce qui ressemble à une hallucination collective ; la presse a multiplié les faux-témoignages pour blanchir Thelma et Louise de leurs crimes (exécution de l’auteur d’une tentative de viol après même qu’il eut été neutralisé, notamment) et complaire ainsi à ses lecteurs Après avoir observé que « Thelma et Louise » retrouvait l‘intrigue de Madame Bovary de Flaubert (femmes en mal d’une autre vie, hommes « mésatisfaisant » les insatisfaites, argent venant à manquer, certitude de faire de la prison, tentative d’évasion du réel par le suicide), l’auteur de l’étude soutient que la moralité implicite du film est que la femme moderne — qu’elle soit encore jeune (Thelma) ou plus âgée (Louise), mariée ou célibataire, ménagère ou employée, qu’elle ait pour perspective de partager le restant de sa vie avec un sinistre beauf’ ou un jeune prétendant de son milieu — est vouée à la frustration. Pourquoi ? Parce qu’elle peut encore moins résister aux injonctions de la culture audiovisuelle de notre temps (Thelma et Louise n’ont-elles pas été comparées à Bonnie and Clyde ?) qu’Emma à celles du romanesque littéraire de son époque. L’œuvre de Ridley Scott illustrerait ainsi un des diagnostics de Tocqueville : dans une société où chacun est libre de choisir sa destinée, le citoyen ordinaire a le choix entre vivre avec la souffrance de ne pas oser réaliser ses rêves d’ascension sociale, souffrir d’avoir tenté de les réaliser sans y parvenir ou se délivrer de ses rêves par la mort. « Mme Bovary, c’est moi », disait Flaubert ? « Thelma et Louise, c’est nous », conclut l’étude.

### Accueil du film en France
Une grande majorité du public et des critiques en France n'a pas voulu voir et ne voit pas autre chose dans cette œuvre qu'un film d'action efficace, avec pour seule originalité de montrer des femmes dans des rôles jusque-là réservés aux hommes, porté par le jeu de deux actrices motivées, au service d'une histoire égratignant un « cinéma américain volontiers misogyne », et dénonçant la persistance de « la brutalité de l'Amérique profonde », où « les femmes sont toujours considérées comme des êtres inférieurs ».

« Dans l'Amérique profonde […] l'émancipation de la femme est visiblement, pour Ridley Scott, un problème qui ne pourra être réglé que dans une autre vie : après bien des malheurs, Thelma et Louise font un dernier pied-de-nez à tous les hommes en se précipitant joyeusement dans le Grand Canyon au volant de leur voiture, enfin épanouies et heureuses. »

### «Thelma et Louise vivent»
Des badges et autocollants proclamant « Thelma & Louise live » (« Thelma & Louise vivent ») sont encore aujourd'hui[Quand ?] en circulation aux États-Unis. Leur message est chargé de significations symboliques. Certains y voient le symbole de deux femmes hors-la-loi qui adressent un ultime « va te faire foutre » au patriarcat, le triomphe de la vie sur la mort, de l'oppressé sur l'oppresseur, la revendication d'une justice non sexiste et d'une immortalité d'Amazone. D'autres comparent le badge à celui proclamant « Jesus lives » (« Jésus vit ») et y attachent une signification mystique qui veut qu'une vie éternelle succède à une mort physique. Quoi qu'il en soit, cette action démontre que, plus de 15 ans après la sortie de Thelma et Louise, les personnages survivent dans la mémoire collective en dépit de leur mort dans le film, et, plus généralement, que le film reste dynamique, générant de nouvelles significations à mesure que de nouveaux spectateurs le découvrent dans un nouveau contexte.

### Célébrations
Le 24 mai 2011, le film a fêté ses 20 ans, ce qui a donné lieu à différentes célébrations. Des articles de presse ont marqué ce vingtième anniversaire en reflétant la façon dont il s’est inscrit dans l’histoire cinématographique,. Une version du film « Thelma & Louise - 20th Anniversary Edition » est sortie en blu-ray. Le 7 juin 2011, Susan Sarandon et Geena Davis ont participé à une soirée spéciale au Roy Thomson Hall de Toronto à l’occasion de cet anniversaire, lors de laquelle les deux actrices ont eu l'occasion de tirer le bilan de l'impact du film sur bon nombre de femmes et sur l'industrie cinématographique en général. Les chanteuses de country Taylor Swift et Shania Twain ont, quant à elles, ouvert la soirée des CMT Music Awards 2011 par un sketch sur le thème de Thelma et Louise. À partir du 29 août 2018, le film ressort, en version restaurée numérique, dans quelques salles de Paris et proche banlieue.

### Box-office
Côté box-office, le film enregistre 45,3 millions de dollars américains aux États-Unis 45 360 915 $. En France, il rassemble 954 002 spectateurs en salles.

## Distinctions

### Récompenses
- Espiga de Oro au Festival international du film de Valladolid 1991
- Oscar du meilleur scénario original - Callie Khouri
- Golden Globe du meilleur scénario - Callie Khouri
- David di Donatello de la meilleure actrice étrangère - Geena Davis
- David di Donatello de la meilleure actrice étrangère - Susan Sarandon

### Nominations
- Oscars :
  - Meilleur réalisateur - Ridley Scott
  - Meilleure actrice - Geena Davis
  - Meilleure actrice - Susan Sarandon
  - Meilleure photographie - Adrian Biddle
  - Meilleur montage - Thom Noble
- British Academy Film Award :
  - Meilleur film
  - Meilleur réalisateur - Ridley Scott
  - Meilleur scénario - Callie Khouri
  - Meilleure actrice - Geena Davis
  - Meilleure actrice - Susan Sarandon
  - Meilleure photographie - Adrian Biddle
  - Meilleur montage - Thom Noble
  - Meilleure musique de film - Hans Zimmer
- Golden Globes :
  - Meilleur film dramatique
  - Meilleure actrice dans un film dramatique - Geena Davis
  - Meilleure actrice dans un film dramatique - Susan Sarandon

## Analyse

### Mélange de genres
Le film mélange plusieurs genres.

#### Buddy movie
Le film est un film de potes (buddy movie en anglais) puisqu'il repose sur l'amitié entre deux femmes aux caractères différents. Thelma est celle dont la personnalité évolue le plus au long du scénario. Elle est d'abord une jeune femme au foyer craintive et naïve qui veut s'amuser le temps d’un week-end. Au fil des épreuves auxquelles elle est confrontée, elle acquiert de l'assurance et prend conscience du pouvoir qu’elle peut avoir sur le déroulement des choses. Louise est plus âgée, plus posée, plus maternelle. Elle a une plus grande expérience de la vie, y compris de ses aspects plus douloureux et a un potentiel supérieur à la fonction de serveuse qu’elle occupe.
Le début du film présente les deux héroïnes séparément, chacune dans son univers quotidien, pour exposer cette différence de caractères. « Quand avant de se retrouver, l’une et l’autre préparent leur week-end, des actions parallèles les montrent, qui sont autant de points caractéristiques des deux personnages. Thelma hésite longtemps dans le choix de ses bagages, de ses vêtements qu’elle verse en vrac dans des sacs après en avoir trop emporté, tandis que Louise, méthodique, soigneuse, fait au carré des valises impeccables. Quand Thelma referme sa porte, le désordre est derrière elle. Louise au contraire laisse son logis dans un parfait état de propreté et de rangement ». Ce n'est que plus tard qu'elles apparaissent ensemble à l'écran, lors de leur rendez-vous pour le départ, Louise s'étant chargée de la voiture, Thelma du revolver.

#### Road movie

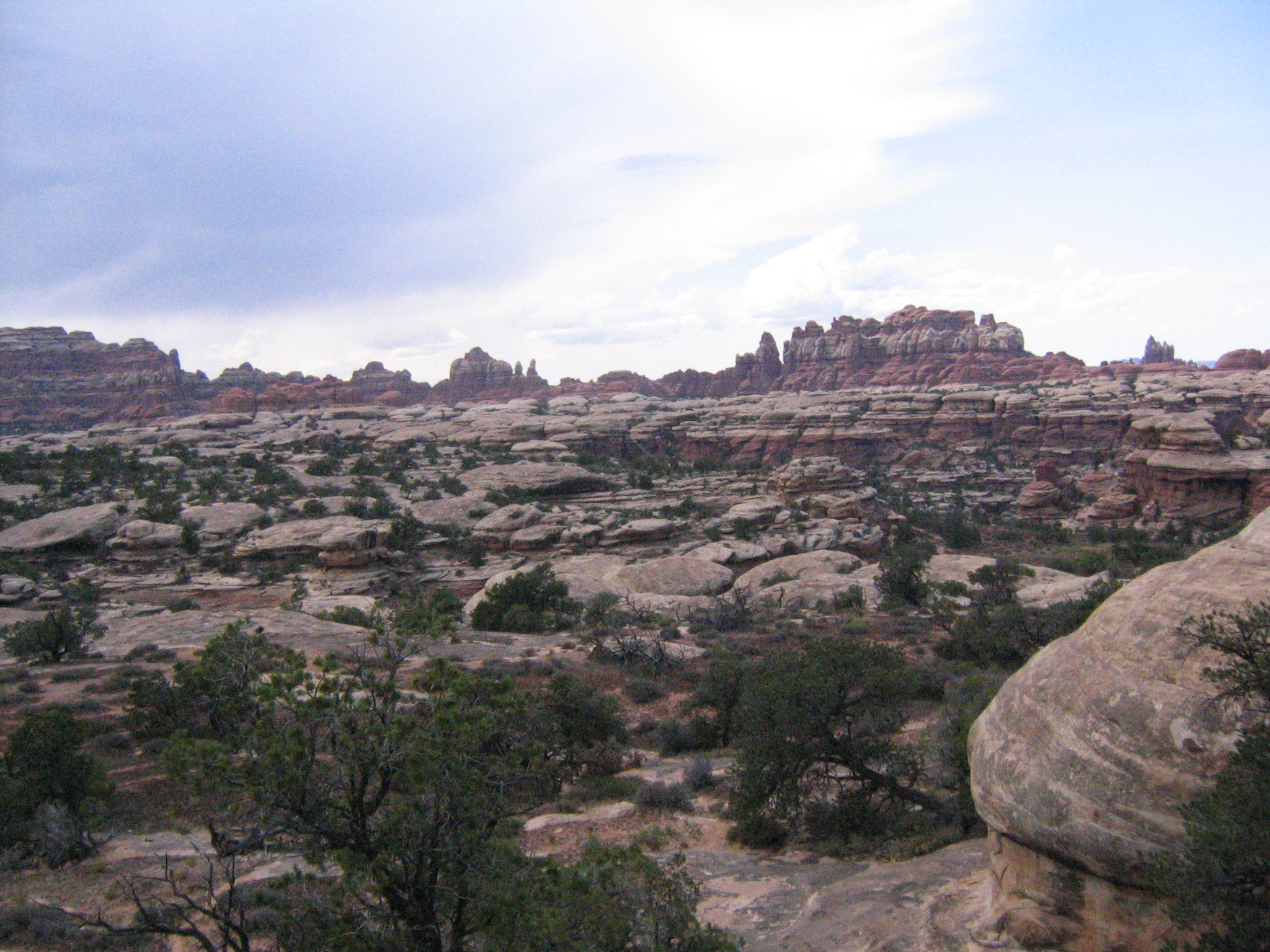
Canyonlands, un paysage traversé par les deux héroïnes

L'essentiel de l’action se passe sur la route. Les deux héroïnes traversent des paysages somptueux entre l’Arkansas et l’Arizona, dans une Ford Thunderbird 1966 décapotable, les cheveux au vent, ce qui contribue à ce que le film évoque un sentiment de grande liberté. Outre les nombreux plans présentant la voiture en mouvement, les lieux sont très significatifs du mode de vie nord-américain, lié à la distance, la route et ses étapes : pompes à essence, motels, magasins et services destinés aux routiers.
Ridley Scott explique que le fait d'être européen a été un avantage pour le tournage de ce film. « Les Américains vivent entourés d’un tas de choses qu’ils ne voient même pas parce qu'elles font partie intégrante de leur culture… Mais moi, en tant que non-initié, je peux rouler en voiture à travers le désert du sud-ouest et m'extasier devant des kilomètres et des kilomètres de poteaux téléphoniques, ce que l'Américain moyen considère comme tout à fait normal. ».
Les routes des États-Unis d'aujourd'hui, et de l'époque du tournage, sont bordées des chaînes Motel 6, McDonald's et Burger King. La route de Thelma et Louise se réfère à une période plus ancienne. Ridley Scott a voulu évoquer celle de la mythique Route 66 en faisant évoluer ses personnages dans des motels bon marché et stations-services sans enseigne.

#### Western
Ridley Scott a réutilisé les techniques cinématographiques des westerns des années 1950. Il est retourné sur les lieux de tournage de nombreux westerns en Utah, dans les environs de Moab, qui n’avaient plus été utilisés pour des longs métrages depuis l’époque de John Wayne. Il a remplacé les cow-boys par des voitures et les diligences par des camions, tout en conservant les mêmes techniques de prises de vue :
Pour les paysages, il place les personnages tantôt en gros plan, tantôt en tout petit pour rendre compte de l’immensité du lieu ; le paysage devenant un personnage à part entière, splendide ou menaçant.
Ce sont bien les mêmes lignes, volutes ou nuages de poussière (évoquant la vitesse et la course-poursuite) qui sont soulevés par les sabots des chevaux, les roues des diligences, et les pneus de la Thunderbird et des voitures de police.

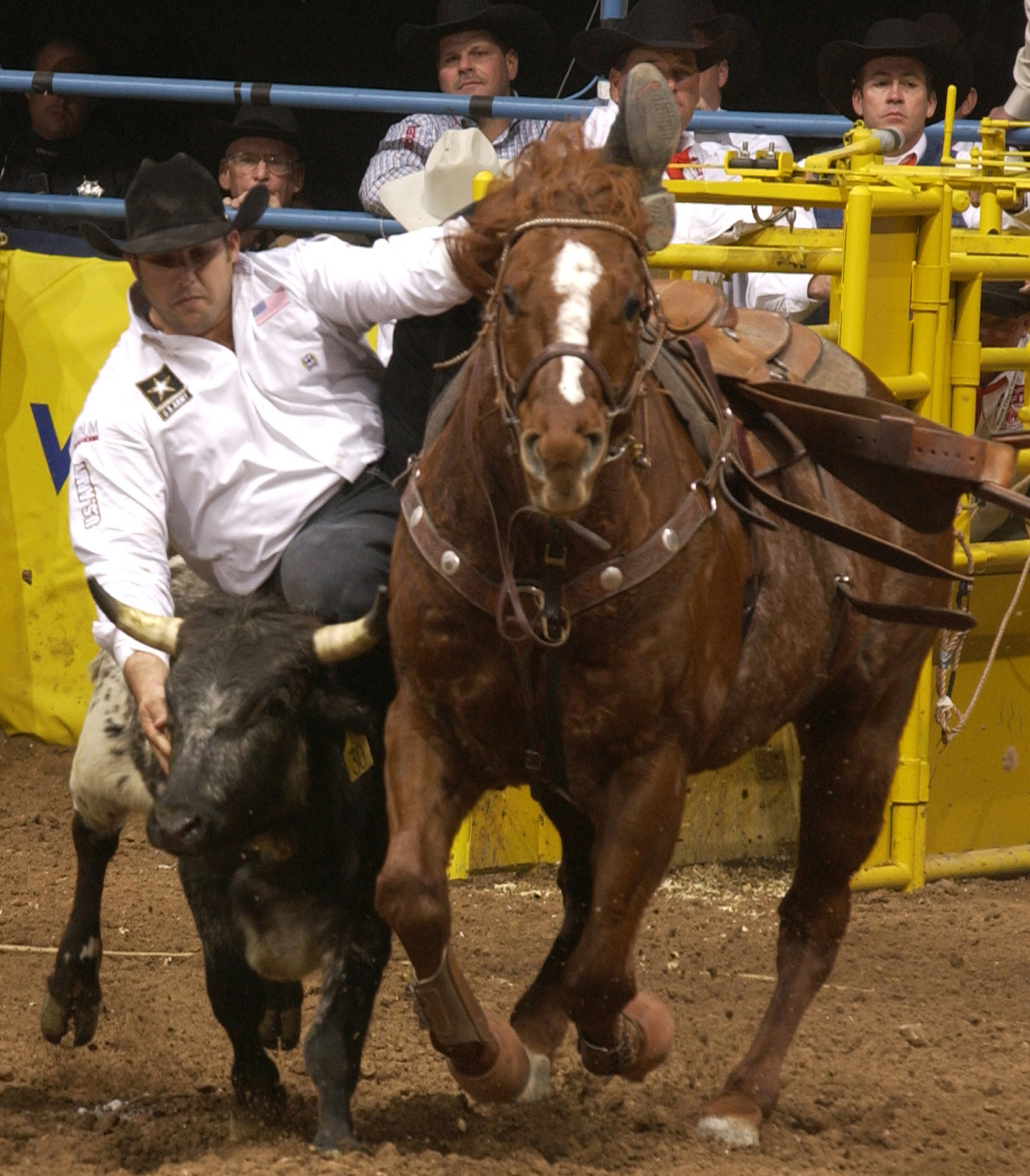
La récupération de la casquette du camionneur évoque ce type de scène de rodéo

La rencontre ultime avec le camionneur est un exemple d'une séquence typiquement inspirée du western. Les deux héroïnes sont assises au tout premier plan, de dos, regardant avec calme et détermination l'approche du « méchant », petit par rapport à la masse de son gigantesque camion, dans l'attente de la confrontation décisive. Chacune d'elles porte alors un attribut identifiant immanquablement la mythologie du western : Louise, à droite en t-shirt blanc, porte un chapeau de cow-boy (le chapeau texan qu'elle a échangé avec le vieillard contre ses bijoux), avant de l'ôter en le faisant passer en plein milieu de l'écran, comme pour insister auprès du spectateur sur le « code ». Thelma, en noir, a la main sur la hanche droite, en position parfaite pour saisir la crosse du revolver dont le canon est glissé sur ses reins dans la ceinture de son jeans. Le camionneur s'approche, continue son cabotinage de dragueur et ne voit pas la crosse de l'arme parfaitement en saillie sur sa hanche, comme celles que l'on voit portées dans la gaine pendue à la ceinture des personnages de l'univers de John Ford et de John Wayne. Puis, elles font comme un concours d'adresse au tir au revolver pour détruire le camion. À la suite de quoi, leur ennemi enfin vaincu et ridiculisé, elles sautent dans leur voiture sans en ouvrir les portières, exactement comme les héros de l’ « Ouest sauvage » enfourchent leur cheval dans la précipitation. Et elles démarrent en trombe pour faire un ou deux tours de victoire, en poussant le fameux cri de l'Ouest, autour du méchant qui trébuche dans la poussière, alors que la caméra s'élève pour donner de l'ampleur à leur départ pour de nouvelles aventures. Ce passage est aussi marqué par la classique image du rodéo (et de son épreuve d'adresse à ramasser quelque chose au sol en se penchant sur sa monture lancée au galop) qui est l'occasion pour la passagère de la Thunderbird de récupérer le trophée de leur victoire, la casquette décorée au front du drapeau américain qu'a perdue leur adversaire lors du souffle de l'explosion. Cette scène à la casquette contient même une certaine analogie avec celles montrant au cinéma des Indiens emmener le scalp d'un Blanc.
Le film contient également d'autres scènes emblématiques de western, à commencer par la présence de chevaux. Thelma et Louise s'arrêtent à une station-service devant laquelle est attaché un cheval. Une autre séquence montre la voiture traversant un troupeau de vaches gardé par des cow-boys à cheval.

#### Film policier

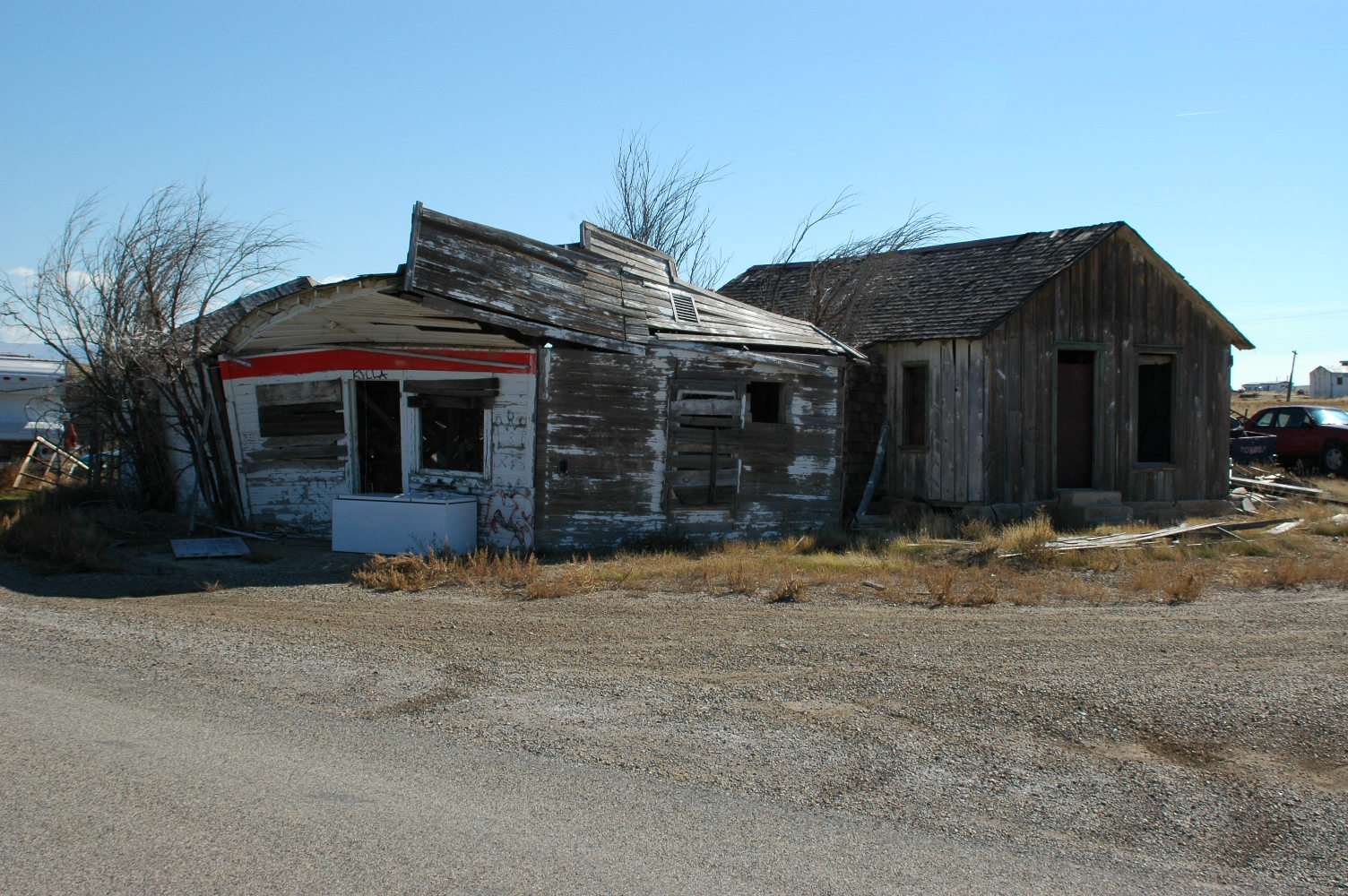
Cisco, un hameau fait de cabanons et de carcasses de véhicules, où ont été tournés quelques plans de la poursuite finale

Il s’agit de l’histoire de deux femmes que le hasard ou le destin poussent à devenir hors-la-loi, à commettre des délits par nécessité, parce que constamment en butte à des hommes frustes et brutaux. Avec son lot de fuites, poursuites, méfaits commis à main armée, séquences alternant les héroïnes en action et la police qui les recherche, Thelma et Louise s'inscrit dans la lignée des films policiers classiques. Il est souvent comparé à Bonnie et Clyde et Butch Cassidy et le Kid.

#### Comédie
L’humour est présent dans Thelma et Louise. Le film commence comme une comédie : après avoir fait la morale à deux jeunes clientes sur la nocivité du tabac, Louise s'accorde une pause pour allumer une cigarette. Ensuite, Louise téléphone à Thelma qui lui demande si elle travaille, ce à quoi Louise répond « Non, je t'appelle de chez Playboy ». Suit la scène où Darryl quitte précipitamment sa maison pour se rendre au travail et, dans la plus pure tradition du comique de situation, se ridiculise en tombant sur les matériaux de construction à côté de sa voiture. Puis l'alternance de plans montrant Thelma et Louise, chacune en train de préparer son sac de voyage (signalant non la simple concomitance mais illustrant avec insistance leurs différences de caractères), prête à sourire. Enfin, une courte séquence montre Louise dans les toilettes bondées du saloon, entourée de femmes se poussant mutuellement pour se remaquiller et se recoiffer devant le miroir. Le ton de la comédie prend brutalement fin au moment de la séquence du viol.
Plus tard dans le film, l’humour réapparaît. C'est notamment le cas de la séquence de l'infraction à la limitation de vitesse où Thelma tient le policier en joue et demande à Louise de détruire la radio, cette dernière détruisant d'abord l’autoradio puis le dispositif de communication policier.
Encore plus tard, alors que le policier est enfermé dans le coffre de sa voiture, un cycliste, lui même ayant un profil dénotant complètement avec le ton du film (trip en vélo au milieu du desert américain, tenue noire et jaune fluo impeccable, lunettes de cycliste, pétard à la bouche, dreadlocks, relax), s'arrête un instant près de la voiture pour se réhydrater, comprend que le policier est enfermé dans le coffre, s'approche (le spectateur pourrait s'attendre à ce qu'il le libère), et lui fait une "soufflette" à travers un des trous "d'aération" que Thelma à percé plus tôt avec le pistolet.
Ridley Scott explique que, vu son sujet dramatique, le film aurait pu avoir une tonalité plus grave. Il a néanmoins préféré y introduire une dose d’humour, estimant que les spectateurs prennent plus de plaisir à regarder plusieurs fois un film qui les fait rire plutôt qu’un drame.

#### Drame
Le film présente un contexte dramatique de par ses principaux thèmes : le viol et le constat d’incapacité de la société à rendre justice aux victimes de viol qui pousse Thelma et Louise à prendre la fuite. La dimension dramatique est également illustrée par la succession d'événements qui entraînent involontairement les deux femmes dans une spirale dont elles ne parviennent plus à s'échapper. Thelma est d'abord victime d'une tentative de viol. Pointer le revolver sur le violeur permet à Louise d'éviter le pire à sa copine, mais ne le dissuade pas si rapidement. L'agressivité et la sous-estimation de la menace provoquent le meurtre du violeur, ce qui les oblige à fuir vers le Mexique. Elles se font ensuite voler l'argent qui leur permettait de poursuivre leur route, ce qui incite Thelma à commettre un vol à main armée. Elles doivent enfin neutraliser le policier à la suite d'un excès de vitesse, pour éviter d'être localisées et arrêtées. Cette succession d'événements les transforme en dangereuses criminelles aux yeux de la loi. Leur cavale prend tragiquement fin par une scène d'anthologie où elles propulsent leur voiture dans le Grand Canyon.
Louise se rend d'ailleurs vite compte de l'engrenage fatal dans lequel elles sont entraînées. Elle cède peu à peu la conduite de l'expédition à Thelma, probablement parce qu'elle pressent que leur aventure se terminera en tragédie.
Cette dimension dramatique rend le film plus sombre, voire « déprimant, oppressant et sans espoir ». Malgré le fondu au blanc final, Scott ne parvient pas à totalement occulter le destin tragique de ses personnages, ce qu'une partie du public ressent comme une perte de contrôle totale des deux femmes sur les événements et sur le cours de leur existence.

### La Thunderbird 1966

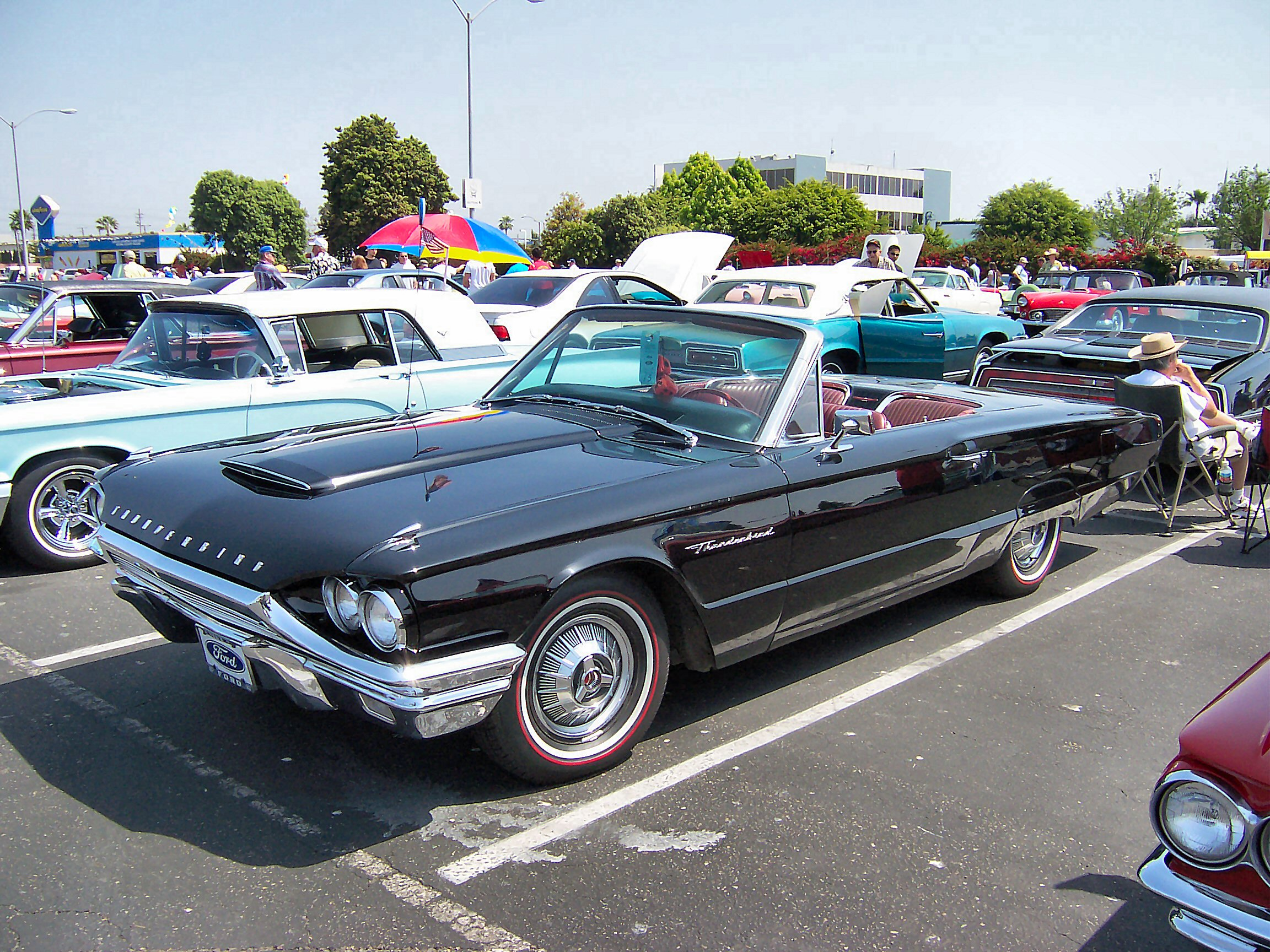
Une Ford Thunderbird convertible de 1964 assez proche du modèle du film.

La Ford Thunderbird de 1966 verte décapotable de Louise occupe une place importante dans ce road movie. C'est la voiture qui permet aux deux femmes de partir en week-end dans les montagnes et les entraîne vers l'issue fatale. Bien que ce modèle soit particulièrement inadéquat pour effectuer de longues distances, il présente une autre fonction du véhicule : exposer son conducteur aux regards des autres usagers de la route et aux passants sur les trottoirs ou, ici, rendre plus proches les deux héroïnes aux spectateurs du film.
L'attachement de Louise pour sa voiture est mis en avant à plusieurs moments du film. Craignant d'être repérées par les policiers, Louise déclare « pour la première fois, je regrette que ma voiture soit verte ». Lorsqu'elles traversent un troupeau de vaches, Louise leur lance « Ne rayez pas ma voiture. ». Le script illustre encore mieux cet attachement. Dans une séquence non retenue, au moment où elles arrivent au motel, juste après le meurtre, Thelma demande ses clés à Louise :
Louise : « Ne touche pas à cette voiture ! »
Thelma : « Mes affaires sont dans le coffre. Mon Dieu, tu tiens plus à ta voiture qu'aux gens ! »
Louise : « La plupart des gens me causent des ennuis, mais cette voiture permet d'y échapper. »
Tout au long de leur cavale, les deux femmes abandonnent ou sont privées de ce qu'elles possèdent. Louise perd son argent, sans doute également son travail et son ami, mais elle garde sa voiture.
C'est pourtant cette Ford qui conduit les héroïnes à leur perte. Comme l'explique l'inspecteur Hal à Darryl, des témoins ont vu une T-66 verte quitter le parking après le meurtre, et c'est sur la base de cette description qu'Hal retrouve l'identité de Louise Sawyer en consultant une base de données sur ordinateur. Enfin, la Thunderbird devient l'élément le plus crucial dans la scène finale.
Pour effectuer l'ensemble du tournage du film, il a fallu, selon les sources, cinq à sept Thunderbird identiques. Une voiture était utilisée en tant que voiture principale, une deuxième en tant que véhicule de réserve et la troisième en tant que véhicule « travelling », les autres voitures servant uniquement pour les cascades. Dès le premier jour de tournage, une des voitures a pris feu. Il n'a pas été évident de trouver autant d'exemplaires de cette voiture déjà ancienne et il a ainsi fallu plus de six semaines à l'équipe pour y parvenir — certaines voitures étant d'ailleurs reconstruites à partir de pièces détachées.

### La fin du film
Si le film reprend de nombreux thèmes classiques du cinéma, il surprend par sa scène finale, tranchant avec le happy end habituel pour ce genre cinématographique.

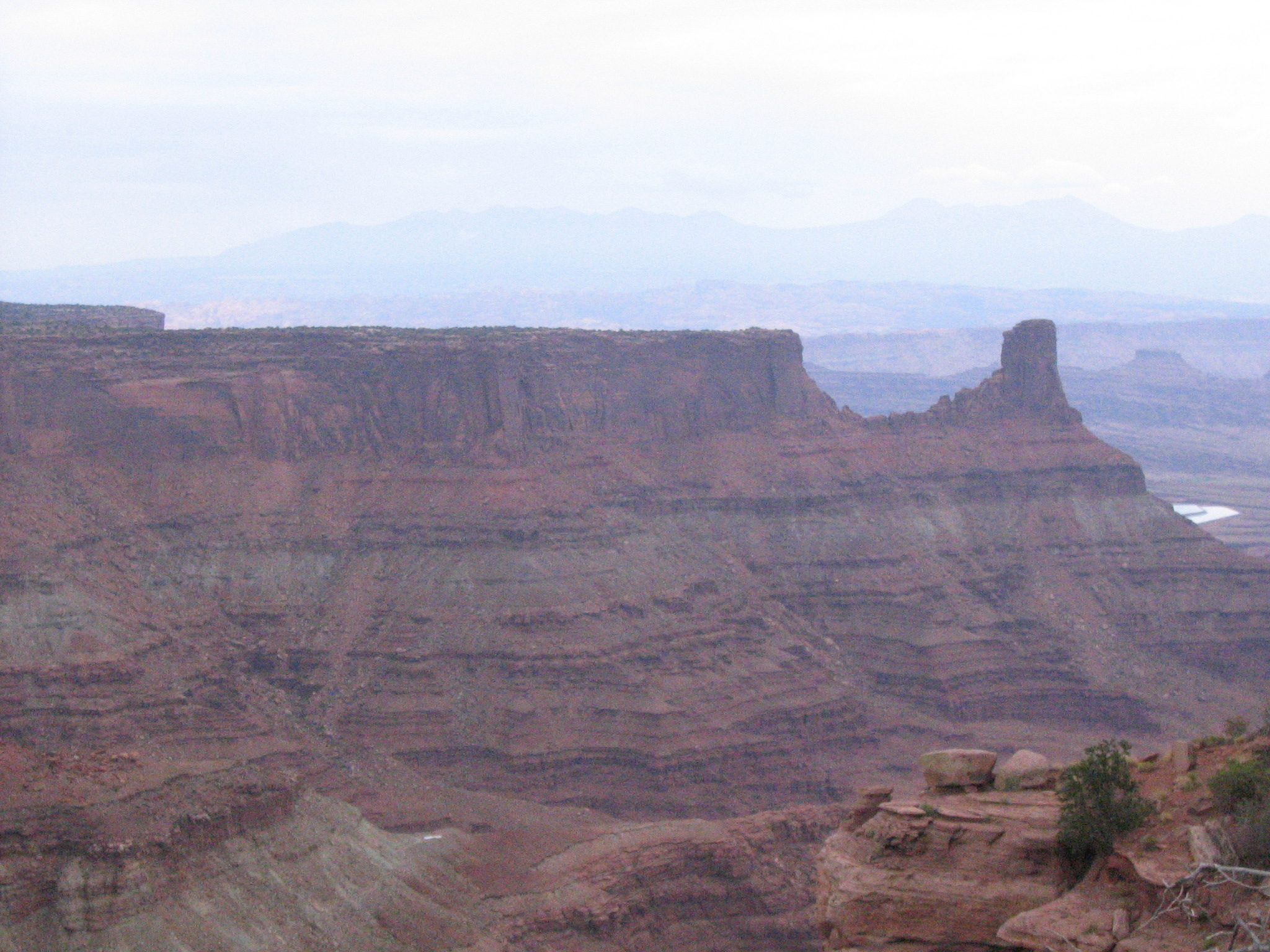
Dead Horse Point, le décor de la scène finale

#### Description
Après avoir momentanément semé les véhicules de police lors de la poursuite finale, Louise arrête brutalement la voiture au bord du Grand Canyon. Un hélicoptère surgit devant elles, tandis que les forces de l'ordre barrent leur retraite en pointant leurs fusils dans leur direction et leur intimant l'ordre de se rendre. Hal tente une dernière fois de s'opposer à ses collègues : « Faut faire quelque chose, bordel ! Combien de fois, merde ! Combien de fois faut que cette femme s'en prenne plein la gueule, bon dieu ! ». Louise charge son revolver expliquant à Thelma qu'elle ne veut pas se rendre.
Thelma : « Si c'est ça, écoute, on se laisse pas arrêter. »
Louise : « Explique, j'te suis mal. »
Thelma : « On a qu'à poursuivre. »
Louise : « À quoi tu penses ? »
Thelma, en indiquant la direction du canyon : « Vas-y ! »
Louise, ébauchant un sourire : « Tu es sûre ? »
Thelma : « Oui, tout droit ! »
Louise embrasse Thelma sur la bouche et fait démarrer la voiture, Hal s'élance à leur poursuite en courant. Alternance de plans montrant la voiture qui accélère et Hal, au ralenti, tentant de les rattraper et de les retenir en battant du bras pour attirer leur attention. Les deux femmes se donnent la main, la photo instantanée prise au début du film s'envole du siège arrière. Elles s'échangent un sourire, avec la même expression qu'elles avaient au début du film lorsqu'elles commençaient leur voyage. Louise appuie sur l'accélérateur. La voiture s'élance dans le canyon, son vol plané dans le vide est soutenu par la bande-son composée notamment de voix. La voiture, filmée en contre-plongée, parcourt au ralenti un arc de cercle dans les nuages. Arrêt sur image sur la voiture au centre de l'écran, fondu au blanc, générique de fin.

#### Une émotion ambivalente
Cette fin suscite une émotion ambivalente. La scène est ressentie à la fois comme une libération totale et comme une impossibilité d'échapper à son sort autrement que par la mort, tantôt perçue comme la victoire finale des héroïnes, tantôt comme la fin tragique de deux victimes d'un système abusif.
Aux personnes qui critiquent la fin pessimiste du film, Susan Sarandon répond : « Durant tout le film, les personnages deviennent hors-la-loi. Ce serait plutôt un échec que de finalement les réintégrer dans le système ».
Le fait que les héroïnes sourient lorsque la voiture fonce vers les nuages et que cette séquence s'achève par un fondu au blanc donne à cette fin une certaine dimension mystique. Ni la mort des deux femmes, ni l'écrasement du véhicule sur les rochers ne sont montrés, ce qui peut laisser envisager l'idée qu'elles continuent à vivre, notamment dans une forme d'au-delà. Cette idée a d'ailleurs été appuyée par la diffusion, peu après la sortie du film, d'un tee-shirt arborant la phrase « Thelma & Louise live forever! » (« Thelma & Louise vivent pour toujours ! »).

#### L’autre fin prévue

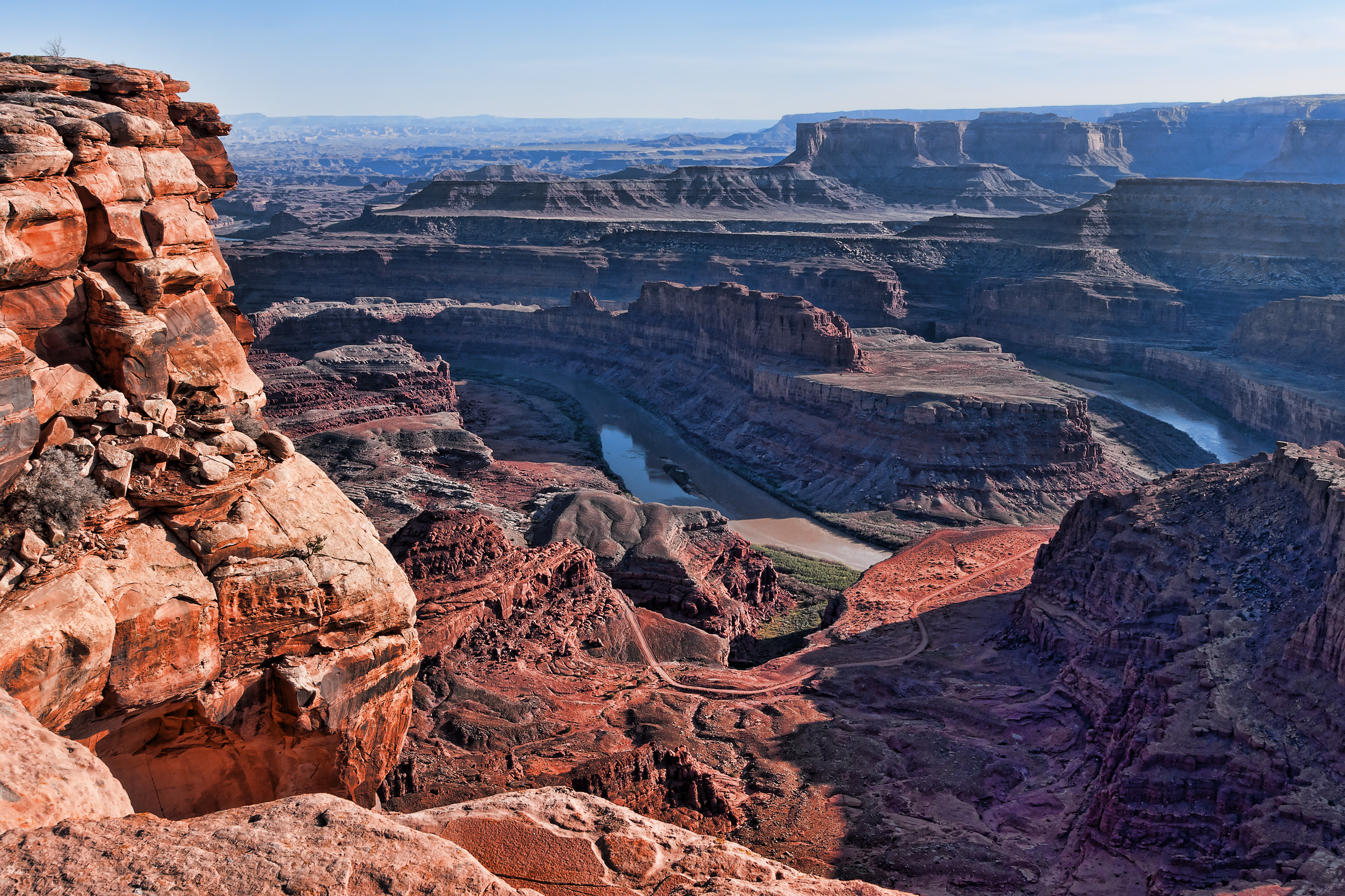
Vue plongeante sur le canyon de Dead Horse Point.

Ridley Scott avait envisagé une fin légèrement différente, finalement non retenue.
La séquence commence de la même façon, mais au lieu de l'arrêt sur image suivi du fondu au blanc, la voiture continue son mouvement et sa chute vers le fond du canyon est filmée au ralenti. Hal court jusqu'au bord du canyon et regarde vers le bas, alors que l'hélicoptère vole derrière lui. Les policiers déposent leurs armes et marchent jusqu'au bord du précipice. Un plan assez long montre Hal regardant tristement vers le gouffre. Avant que la voiture touche le fond, changement de plan, le film termine par un plan de la voiture roulant vers l'horizon sur une route en terre en soulevant la poussière, au milieu du paysage verdoyant s'étendant jusqu'à une montagne sombre.
Ce paysage verdoyant apparaît d'ailleurs en plan fixe pendant le générique de début, puis une nouvelle fois au début de la poursuite finale, ce qui a pour but d'annoncer la fin prochaine des héroïnes.
Bien qu'elle soit plus explicite dans son message qui veut que les deux femmes continuent leur route, cette fin est plus pessimiste. On voit la voiture tomber dans le canyon et cette séquence accorde plus d'attention aux réactions choquées, coupables ou tristes des hommes.
Ridley Scott a finalement préféré la version initialement prévue parce qu'elle se focalise sur les deux femmes et n'éclipse pas leur décision.

### La liberté

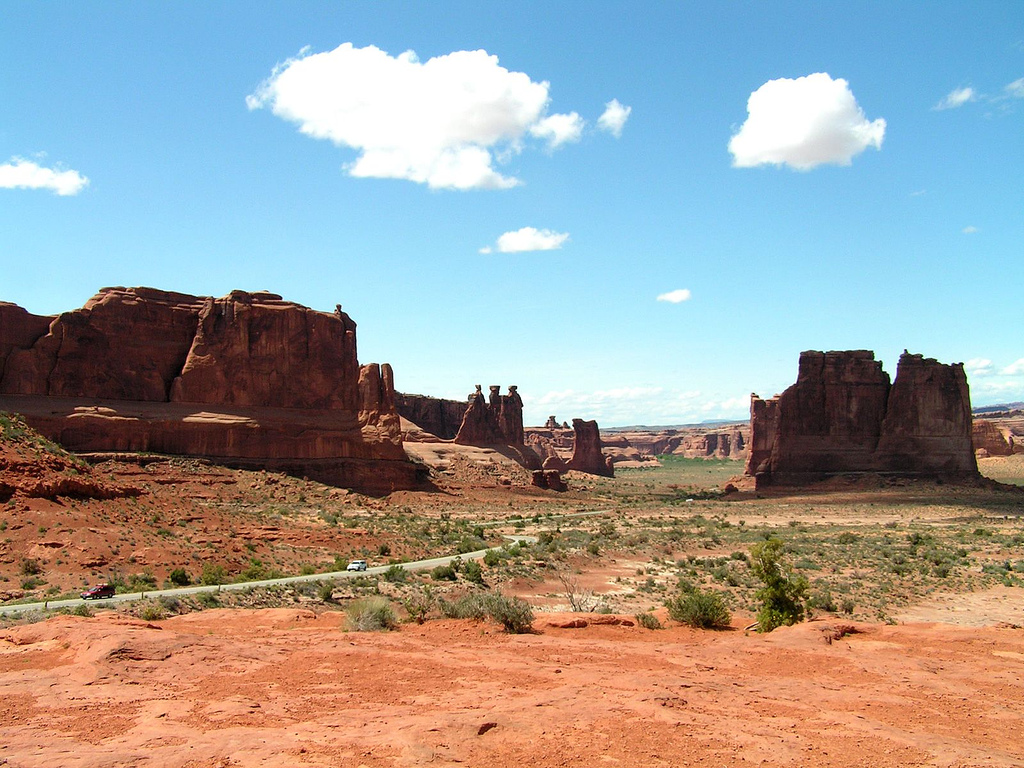
Une Amérique des plaines et grands espaces, prometteuse de liberté

Une première sensation qui se dégage du film est le sentiment de liberté. Les deux héroïnes s'accordent pour s'échapper, le temps d'un week-end, des pesanteurs du couple, de l'horizon très limité de leur ville et de la grisaille du quotidien, puis élancent leur voiture dans les grands espaces désertiques à perte de vue et traversent les paysages naturels sublimes. C'est d'abord la liberté temporaire de se « sortir du placard » ou de leur cuisine respective (domestique pour Thelma et professionnelle pour Louise), « juste le besoin d'un peu d'air et de voir du pays ». Cet « espace conquis » mène aussi, sans penser à mal, à la liberté de boire de l'alcool, de s'amuser, « s’éclater », comme pour « rattraper le temps perdu ». Ou encore de connaître pour la première fois la satisfaction lors d'un rapport sexuel, car l'accès à la liberté est érotique,.
Les deux femmes sont peu à peu prises dans un engrenage qui les pousse à se libérer également des lois et d'en ressentir le plaisir de le faire, de commettre des crimes dans une sorte de « désespérance joyeuse ».
Cette liberté ne sera cependant que de courte durée. Scott réussit à saisir une Amérique au ciel bleu et aux vertes plaines des mythes et légendes, prometteuse de liberté, mais pas pour tout le monde. Cette distance entre promesse et dure réalité donne au film son mordant et son trait incisif sur les rêves, les vérités et les limites de l'Amérique.

### Émancipation féminine
L'émancipation féminine, l'accomplissement personnel, la prise de contrôle des femmes sur leur vie, l’empowerment (le pouvoir-faire) est un thème important du film Thelma & Louise, réalisé en 1991 par Ridley Scott. Les deux principaux personnages sont confrontés à des événements qui les poussent à choisir une autre vie. Cette prise de contrôle sur leur corps et leur vie passe par la réappropriation du revolver, un objet occupant un rôle central dans la mythologie américaine comme instrument d'autonomie. L'émancipation est également une caractéristique du personnage de Thelma qui se voit transformée tout au long du film.

#### Le revolver

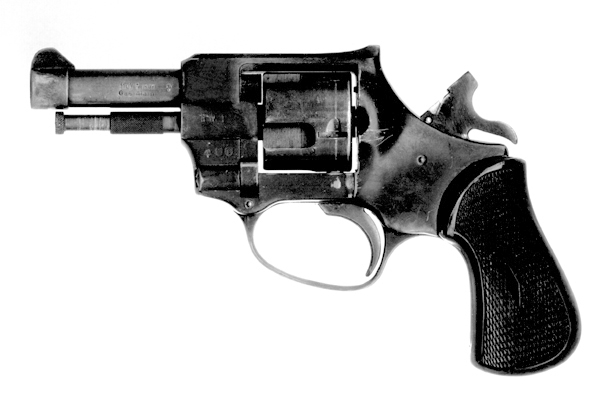
Dans le périple des fugitives, le revolver devient l'instrument de leur autonomie.

La prise de contrôle des deux héroïnes sur leur vie passe par la réappropriation du revolver, symbole de pouvoir et d'autorité masculine dans bon nombre de films depuis les westerns jusqu'aux policiers. C'est un objet qui occupe un rôle central dans la mythologie américaine comme instrument d'autonomie.
Au début du film, les deux femmes éprouvent de la répulsion envers l'arme. Thelma, qui refusait d'apprendre à s'en servir comme l'explique son mari aux policiers, le prend du bout des doigts comme s'il s'agissait d'un linge sale. Louise, bien qu'elle ait appris à tirer au Texas, est effrayée au moment où Thelma le lui montre, et lui ordonne de le cacher dans son sac.
La possession de l'arme change pourtant le destin des héroïnes, et devient un instrument facilitant leur émancipation. Il est d'abord le seul élément qui peut interrompre le viol. Le revolver devient l'objet permettant aux deux femmes de reprendre possession de leur corps. Lorsqu'elles fuient ensuite les lieux du crime, Louise, sous le choc, contemple longuement l'arme posée sur ses mains.
Le pistolet, grâce auquel Thelma acquerra ensuite confiance en elle, permet de commettre le braquage qui leur fournit l'argent nécessaire pour poursuivre leur route. Le revolver est plus tard l'instrument permettant de menacer le policier pour qu'il ne donne pas l'alerte, de s'emparer de son arme, de détruire son poste de communication, de faire des trous d'aération dans le coffre de sa voiture où il sera enfermé. En quittant le véhicule de police, les deux femmes éprouvent une certaine euphorie en rechargeant leurs armes, n'ont plus aucune peur de leur possession au point que Thelma déclare : « Je crois que je suis douée pour ce genre de connerie. » Leurs revolvers leur permettent enfin de ne rien avoir à craindre du camionneur obscène et de lui donner une leçon.
Après avoir permis aux deux femmes de reprendre possession de leur corps, le revolver leur donne le pouvoir de refuser que les hommes, et par extension la société patriarcale, leur dictent leur comportement et leur façon de penser.

#### L'émancipation solitaire impossible
Pour les héroïnes, la « liberté ne se conquiert pas seule », c'est ensemble qu'elles « gagnent leur indépendance sur des routes semées d'embûches » où les hommes ne sont pas des victimes mais « tout juste des obstacles : les femmes ne leur demandent pas des comptes mais elles savent le cas échéant rendre la monnaie de leur pièce. » À l'occasion, « elles essaient seulement d'apprendre aux hommes les bonnes manières. » Le film est aussi un constat tragique qu'ils « manquent de conversation ». Le mari de Thelma lui coupe sans arrêt la parole au point qu'il est pratiquement impossible à celle-ci de terminer une phrase, le copain musicien de Louise est toujours en déplacement et rarement joignable au téléphone, le vieil homme solitaire au chapeau ne dit pas un mot à Louise quand celle-ci lui donne ses bagues, et le contenu des propos de dragueurs (le violeur dans le saloon, le voleur auto-stoppeur et le camionneur) dans leur technique d'approche très utilitaire ne peut être assimilé à une véritable conversation.

#### Le personnage de Thelma

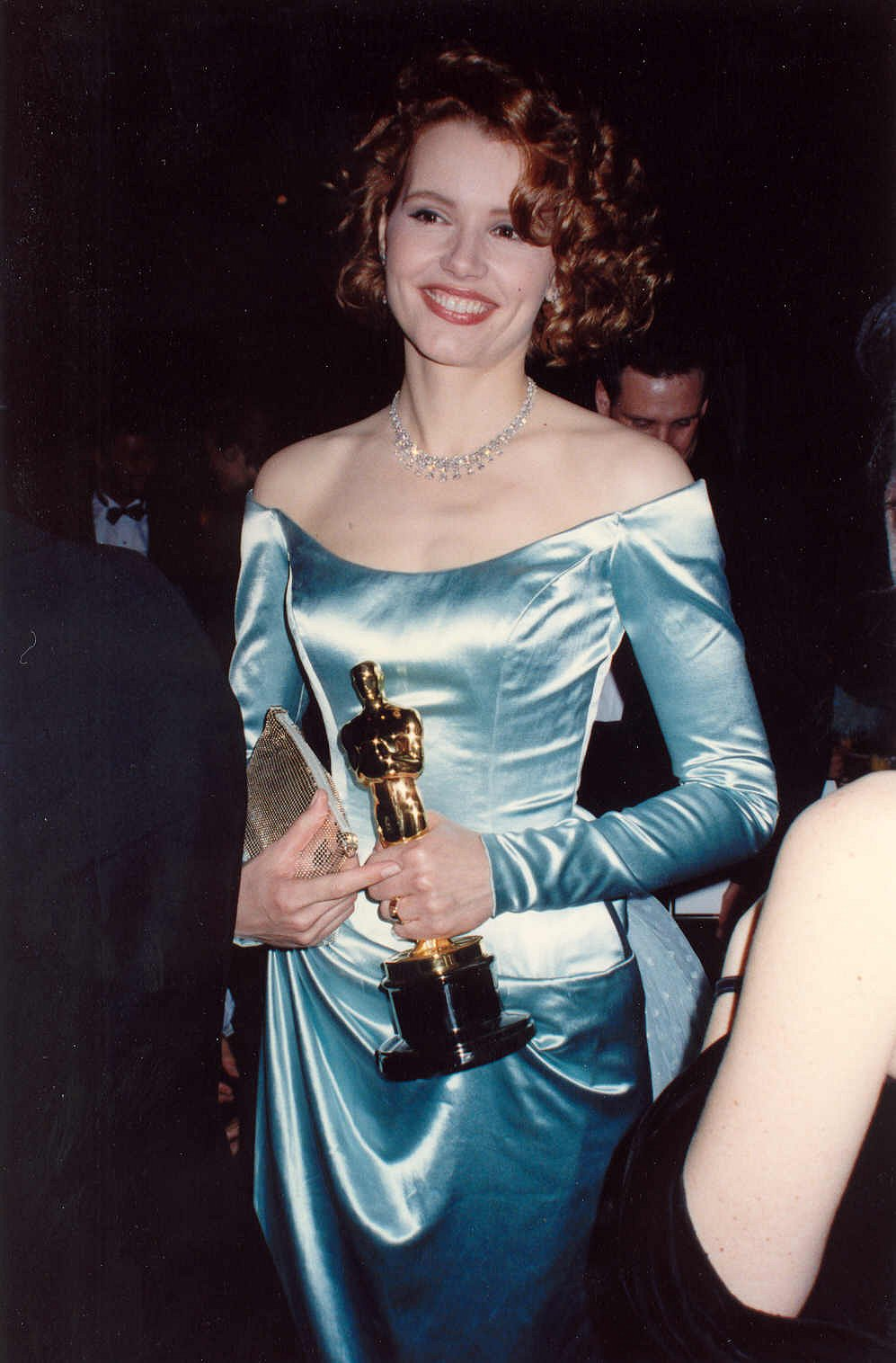
Geena Davis (Thelma).

L'émancipation est une caractéristique particulière du personnage de Thelma, incarnée par Geena Davis, qui se voit transformée tout au long du film.

##### L'émancipation impossible dans le couple
Thelma est mariée à Darryl qui représente tout ce qu'il y a de plus stupide dans la masculinité traditionnelle, maintenant Thelma dans un état proche de la dépendance enfantine. Il n'hésite pas à revendiquer sa supériorité en lui disant « Heureusement que tu n'es pas directeur régional et que c'est moi » avant de partir au travail. La situation ultra-traditionnelle, voire passéiste, dans laquelle se trouve Thelma est soulignée par la décoration fleurie à l'ancienne de sa maison. Elle doit demander l'autorisation à son mari pour passer un week-end avec Louise, ce qu'elle craint de faire. Elle finit par partir sans le lui dire, en laissant un mot dans la cuisine, comme premier geste de liberté. L'accès soudain à la liberté est émancipant.
La prise de conscience par Thelma de la nature de son couple est illustrée par les communications téléphoniques avec son mari. Immédiatement après le viol, elle tente de le joindre, mais le téléphone sonne dans leur maison vide, montrant qu'au milieu de la nuit Darryl n'est pas encore rentré. Lors du deuxième coup de fil, Darryl regarde un match à la télévision, n'écoute que sporadiquement son épouse et lui ordonne de revenir au foyer. Thelma, qui avait d'abord une certaine appréhension à l'appeler, ose lui répondre « Tu es mon mari, pas mon père ! », en écho aux paroles que Louise lui a dites au début du film. À la suite de cette conversation, Thelma annonce à Louise qu'elle l'accompagne au Mexique, et annonce par là même la fin de son couple. Un troisième appel a pour but de déterminer si son mari est sur écoute. Thelma a la consigne de raccrocher si elle a le moindre doute. Au bout du fil, Darryl l'accueille avec une gentillesse feinte. Thelma, qui a acquis toute l'assurance nécessaire, lui raccroche simplement au nez.
Thelma parvient à échapper à l'influence néfaste de son mari et arrive à la conclusion que Louise a raison : « C'est un trou-de-cul ». Elle explique enfin au policier qu'elle tient en joue, qu'il doit bien prendre soin de sa femme : « Mon mari n'était pas gentil avec moi, vous voyez ce que ça donne. »

##### L'émancipation sexuelle
Thelma vit également une émancipation sexuelle avec J.D., le jeune autostoppeur incarné par Brad Pitt.
Thelma découvre d'abord le plaisir de regarder. Elle ajuste le rétroviseur de la voiture pour observer J.D. qui s'approche d'elle. Ridley Scott opère à cet instant une inversion des genres masculin et féminin. Les deux femmes ne sont plus les objets sexuels sur lesquels les hommes se retournaient lorsqu'elles traversaient le saloon au début du film, mais deviennent sujets, tandis que l'homme devient objet. Thelma se met à exprimer ses désirs en comparant les fesses du jeune homme à celles de son mari, puis en observant J.D. s'éloigner, en déclarant « J'aime le regarder de dos ».
La réalisation de la scène sexuelle souligne le thème de l'homme objet. Contrairement aux conventions traditionnelles, la caméra est plus longtemps focalisée sur le corps de l'homme que sur celui de la femme, par exemple en insistant par un lent travelling sur le torse nu de Brad Pitt. Cette relation sexuelle est également celle qui permet à Thelma d'éprouver pour la première fois du plaisir.
Certaines critiques reprochent toutefois au film le fait qu'il soit irréaliste qu'une femme ait envie d'une relation sexuelle avec le premier autostoppeur venu quelques heures seulement après avoir subi le traumatisme d'un viol. Ce serait indubitablement le cas dans des circonstances normales, mais dans le film Thelma accède par ailleurs à l'émancipation et à la liberté. L'accès à la liberté est érotique.

##### L'accomplissement personnel
La succession d'événements pousse Thelma à découvrir sa propre nature. Juste après le braquage, Thelma s'étonne de son sang-froid et de ses capacités:
Thelma : « Franchement, t'aurais vu ça. Comme si j'avais fait ça toute ma vie. Personne le croirait. »
Louise : « T'as découvert ta vraie nature ? »
Thelma : « Ça se pourrait. » Elle s'écrie en se levant « Ma nature sauvage ! »
Cette scène du braquage est également celle qui marque un tournant dans la relation des deux femmes. À partir de ce moment, Louise cède la conduite de leur aventure à Thelma qui lui crie « Démarre, démarre » juste après son méfait. Celle qui au début du film se laissait guider par les autres tel un enfant, se met à prendre ses propres décisions concernant sa propre existence. Le voyage devient une clé de compréhension de soi, une clé de la liberté, une clé d'une nouvelle vie en tant que personne mature.
Son émancipation est totalement accomplie lorsqu'elle déclare après le dernier appel téléphonique de Louise aux policiers: « C'est comme si un truc avait basculé en moi. Je ne pourrais pas y retourner. Je ne le supporterais pas. » Cette scène est une des préférées de la scénariste qui explique qu'à ce stade la transformation est complète. Quelques instants plus tard, Thelma explique qu'elle voit clair dans sa vie :
Thelma : « Tu es éveillée ? »
Louise : « Si on peut appeler ça éveillée. Mes yeux sont ouverts. »
Thelma : « Moi aussi. Je suis éveillée. »
Louise : « Bien. »
Thelma : « Totalement éveillée. Je n'ai encore jamais eu cette sensation. Tu comprends ce que je veux dire ? Tout me semble différent. »
Après la poursuite finale, les deux femmes ont encore un échange illustrant la découverte par Thelma de ses potentialités:
Thelma : « Je crois que je suis devenue un peu dingue. »
Louise : « Tu as toujours été un peu dingue. C'est juste la première fois que tu as eu l'occasion de t'exprimer. »

### Le destin
Le destin avec son engrenage de détails, le poids d'un contexte sociologique où la femme aspire à plus d'épanouissement, et le mal-être de l'individu dans le couple est un thème omniprésent dans le film Thelma et Louise.

#### Couples en crise
Le mal vécu par Louise de son sentiment d'abandon par un amoureux trop souvent absent s'ajoute aux frustrations quotidiennes de Thelma, véritablement asservie par un mari aussi dominateur que prétentieux et ridicule. Les deux amies n'auraient probablement pas eu l'occasion de programmer ainsi leur escapade de deux jours si un collègue de Louise, en instance de divorce, n'avait offert gratuitement aux autres employés et à tour de rôle le prêt de sa maison à la montagne dont il devra bientôt laisser les clés à son épouse.
La volonté de Jimmy de prouver à Louise son attachement sincère et profond pour elle est spontanée et forte, mais trop tardive. Ce n'est que le concours de circonstances lui permettant de comprendre que Louise est en péril et qu'il peut la perdre, qui le pousse à effectivement s'engager enfin. Il n'avait manifestement pas compris auparavant combien ses absences si fréquentes pesaient à Louise, bien "à cran" de n'avoir pu entendre sa voix au téléphone, avant de partir avec Thelma. Cette tension nerveuse n'a pas été sans ajouter au relatif manque de maîtrise de ses réactions, quelques heures plus tard, face à la grossièreté insistante du violeur.

#### La boîte dePandore
Thelma ouvre un tiroir de sa chambre où sont rangés trois objets annonçant la suite du film.
Le tiroir s'ouvre et laisse d'abord voir au spectateur la crosse et le percuteur d'un revolver. Emporté avec dégoût et un peu par hasard (questionnée par Louise, Thelma dit craindre a priori « un tueur fou en cavale dans le coin » ou un ours), le revolver accompagnera les deux amies en apportant une solution (se débarrasser du violeur insistant) lourde de conséquences.
Louise ouvre son tiroir pour y prendre son argent. L'argent prévu pour le week-end manquera forcément pour un départ et un séjour improvisé au Mexique. Louise au volant demande à Thelma la somme qu'il lui reste. Les 61 dollars sont réduits à 41 par l'envol malheureux d'un billet exhibé dans la décapotable. La somme avancée par Jimmy et volée par J.D. doit être reconstituée d'une manière ou d'une autre pour que les deux héroïnes accomplissent, dans les épreuves, leur conquête initiatique de la liberté.
À côté du revolver, sous le portefeuille, est rangé dans le tiroir un livre dont l'auteur apparaît en gros. Il s'agit de Tony Hillerman, auteur de polars se déroulant dans la région et mettant en scène des héros des ethnies indiennes. Le spectateur est ainsi indirectement averti que le scénario peut tourner à un suspense ayant pour cadre les grands espaces.

#### Compte à rebours et effet boule de neige
L'escapade des deux femmes ne devait être qu'un simple week-end de détente d'amies rongées par le quotidien, délaissées par leurs « mecs » respectifs et fragilisées par des illusions brisées. Le fait que Louise, déçue de n'avoir en ligne que la voix de Jimmy sur répondeur, bascule le cadre contenant sa photo révèle son profond désarroi que la suite des événements ne pourra laisser interpréter comme un simple mouvement de colère mais bien comme le signe d'une fracture relationnelle que plus rien ne pourra colmater. L'irréparable ayant été commis, ni le mot affectueux « poussin » (utilisé comme mot de passe), ni la visite même de Jimmy à l'hôtel, ni son cadeau de la bague n'auront de prise sur la machine du destin qui s'emballe, car Louise, même si elle est parfaitement sensible aux prévenances de son amoureux, veut prioritairement le maintenir à l'écart des conséquences de son meurtre. Il est trop tard, le vin ayant été tiré, il faut le boire !
(suite rédaction en cours)
Louise est tout aussi consciente que Hal, l'enquêteur, que l'affaire suivra son cours, que le ressort du mécanisme fatal devra terminer sa course. Louise n'envisage surtout pas de tenter de convaincre la police des circonstances atténuantes, puis elle dit plus tard à Thelma qui ne comprend pas cet entêtement compliquant manifestement les choses « Laissons-leur le temps et c'est les flics qui rappliqueront ! » avant d'établir ce constat bref dans son entretien téléphonique avec Hal « On a comme un effet boule de neige. » Le seul suspense que semblent préserver le réalisateur et la scénariste au spectateur est celui de l'enjeu pour Hal de sauver la vie des deux femmes. Hal dit à son collègue « Le cerveau, ça a ses limites et la chance, ça tourne. »
Thelma reconnaît « Je n'ai jamais eu de chance. » mais elle lutte. Responsable du vol par J.D. des économies de Louise, elle commet le braquage permettant de financer la poursuite du périple vers le Mexique. Arrêtées pour un malencontreux dépassement de vitesse, elle croit pouvoir momentanément « enfermer la loi », ou son représentant, dans le coffre du véhicule de police. Mises en confiance par cette dérobade improvisée, et la récupération de l'arme du policier, le sentiment de puissance que leur insufflent la détention et l'utilisation d'une arme à feu les pousse spontanément à recharger comme des professionnels leurs « outils » à contrecarrer le mauvais sort. Mais la séquence suivante montre le destin remettre sur leur route le camionneur obsédé, qu'elles veulent ridiculiser ou dont elles veulent obtenir des excuses. Ce sentiment de puissance leur fait oublier la priorité absolue de ne pas gâcher la moindre minute en direction de la frontière. Et plus grave, permet aux enquêteurs, disposant désormais de moyens techniques plus importants, de vite repérer leur forfait relatif à l'explosion du camion-citerne.

#### L'excès de bagages et la suspicion de préméditation
Thelma se montre indécise et manifestement inexpérimentée dans la préparation de ses affaires pour le week-end dans la nature. Sa « méthode » et le nombre excessif de ses bagages ne sont pas soulignés en début de film uniquement pour marquer son côté femme-enfant et faire rire le spectateur sur un travers jugé habituellement typiquement féminin.
Dès que les enquêteurs procèdent aux premières vérifications sur les passagères de la voiture, leur identité, leur emploi du temps, le motif de leur voyage, ils suspectent une préméditation : « Elle a emporté plein d'affaires. On dirait qu'elle comptait s'absenter pour longtemps. » Ce détail vient renforcer le constat par la police que personne, hormis le collègue de Louise, n'est au courant de leur projet de weekend et rend leur départ d'autant plus louche. Le manque de communication dont souffrent les deux héroïnes est pourtant la cause de ce qui perçu à tort comme un mystère : Thelma a un mari qui, fidèle à lui-même ce matin-là, ne l'écoute jamais et Louise est lassée d'avoir trop souvent ou une fois de plus un répondeur téléphonique comme interlocuteur.

### Le viol
Le thème du viol est omniprésent dans le film. La scène de la tentative de viol de Thelma et du meurtre du violeur par Louise est la séquence fondamentale sur laquelle repose toute la trame du film puisqu'il transforme un simple séjour dans les montagnes en une course-poursuite à travers les États-Unis. Ce thème est également une caractéristique du personnage de Louise, et est évoqué dans une perspective égalitaire tout au long du film.

#### Le personnage de Louise

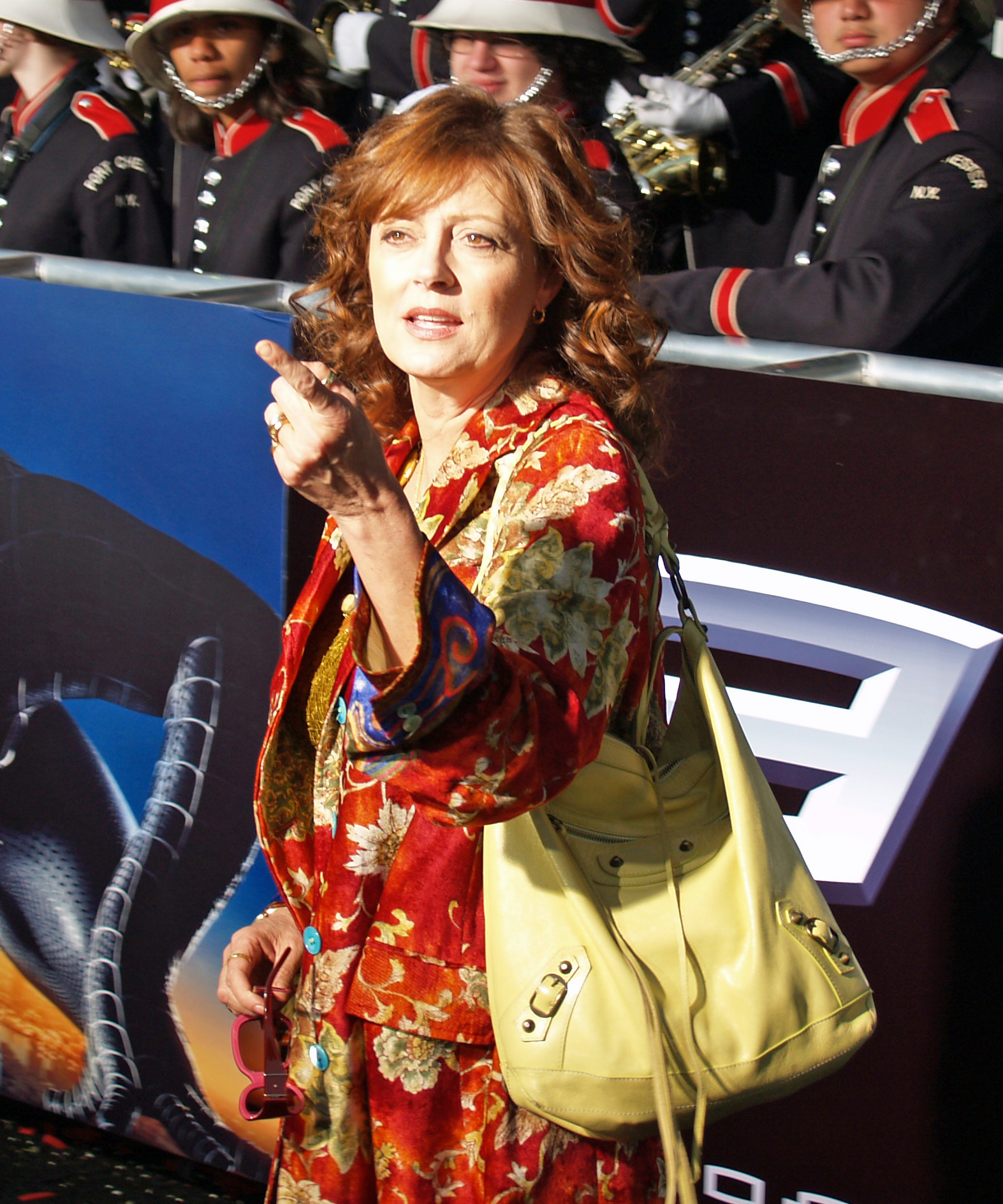
Susan Sarandon (Louise).

L'idée de viol permet d'expliquer certaines réactions du personnage de Louise. Face à l'agresseur et juste après le meurtre, les réactions de Louise semblent excessives, trop violentes. Elle est dans un état de forte nervosité avant d'abattre le violeur et plus tard décide de fuir au Mexique en évitant obstinément le Texas. Ces réactions si excessives se comprennent lorsque, plus tard, on apprendra qu'elle a probablement été elle-même violée. Ridley Scott explique avoir rendu le comportement de Louise excessif lors de cette séquence, et lui fait dire l'étrange phrase « Fais gaffe à ce que tu dis, petit ! » à Harlan après l'avoir abattu, afin de donner un premier indice du « lourd secret » qui caractérise ce personnage.
Ce « lourd secret » ne sera jamais entièrement dévoilé. Il aurait pu y avoir de nombreuses façons de décrire ce qui lui était arrivé au Texas, comme l'utilisation d'un flashback ou un dialogue au cours duquel Louise raconte ce qui lui est arrivé, mais son silence n'en a que plus de pouvoir. Il permet notamment au film de suggérer que toute forme d'exploitation sexuelle, qu'elle soit grande ou petite, peut entraîner des conséquences et des dommages. Le fait de maintenir ce secret est également contraire aux conventions de style habituel des productions grand public. Tout « film télévisé du mois sur le viol » aborderait par d'hystériques révélations la nature exacte de l'abus, spécialement s'il s'agit de viols collectifs ou d'incestes subis pendant de longues années, afin de rééquilibrer la balance morale. Le film semble au contraire prendre le parti d'évoquer plus subtilement le traumatisme à long terme du viol à travers le personnage de Louise.
Une seule autre personne connaît néanmoins le secret de Louise : l'inspecteur Hal Slocombe. Lors du dernier appel téléphonique, Hal lui dit : « Je sais ce que vous fuyez. Je sais ce qui s'est passé au Texas. » Louise reste sans voix, fléchit, perd de l'assurance, comme si à cet instant, elle considérait la possibilité que la loi puisse enfin la protéger et la comprendre. Thelma, sentant les doutes de son amie, s'inquiète ensuite du fait qu'elle puisse se rendre et lui explique qu'elle ne pourrait pas elle-même faire marche arrière. Louise lui répond qu'elle la comprend, et ajoute « On ne va pas finir dans une émission télé à la con. » Cette réplique n'est pas entièrement fidèle à la version originale qui est « On ne va pas finir dans le foutu Geraldo Show », qui était  une émission télévisée américaine disséquant et débattant ardemment des plaisirs féminins pour finalement leur imposer une sanction morale et sociale. Louise est alors définitivement convaincue de poursuivre la cavale, en reprenant conscience de ce qui leur arrivera si elles retournent dans la société. L'hostilité de la loi à leur égard, et à l'égard des femmes en général, est d'ailleurs confirmée par le fait que cet appel téléphonique est celui qui a permis de les localiser.
La scène de l'explosion du camion-citerne est également un élément important pour le personnage de Louise. Cette séquence a été modifiée par Susan Sarandon afin de la rendre plus réaliste pour son personnage. Dans le scénario original, il était prévu que les deux femmes détruisent le camion à la suite du refus du camionneur de s'excuser, puis dansent autour des flammes comme si c'était un feu de joie. Sarandon a estimé qu'à ce stade de l'histoire, Louise voulait chercher à comprendre ce qui motive certains hommes à commettre des violences sexuelles. Elle a allongé le dialogue entre les trois personnages pour permettre à Louise d'obtenir (en vain) une réponse à ses interrogations:
Louise, calmement : « À quoi ça rime de traiter des inconnues de cette façon ? Tu dirais quoi si quelqu'un faisait ça à ta mère,… à ta sœur… ou à ta femme ? »
Le camionneur : « De quoi tu parles ? »
Louise : « Tu sais parfaitement de quoi je parle. »
Thelma : « Franchement, ce truc avec ta langue. C'est quoi, hein ? C'est dégueulasse. »
Louise : « Et montrer du doigt ton entrejambe. Ça veut dire quoi, au juste ? "Arrêtez-vous, venez voir quel gros porc je suis ?" »
Thelma : « Ou alors ça veut dire "Suce-moi !" ? »

#### Exploration du thème du viol par le film
En plus d'être une caractéristique du personnage de Louise ainsi que l'un des éléments-moteurs de l'intrigue (l'agression dont Thelma a été victime pouvant être considérée comme le point de départ de leur cavale), le viol est également un thème récurrent dans le film.

#### Le viol commis par une connaissance
Dans Thelma & Louise, l'histoire prend une tournure différente par la séquence du viol de Thelma. Ridley Scott précise qu'il s'agit d'un « viol commis par une connaissance », c'est-à-dire du viol le plus courant étant donné qu'elle a eu l'occasion de faire connaissance avec Harlan dans le saloon.

#### Le viol et la justice
Le film prend ensuite le parti d'évoquer le difficile accès à la justice pour les victimes de viol, en établissant de différentes façons en quoi la loi ne protège pas les femmes et est, par essence, injuste par rapport à leur vécu.

#### La responsabilité du violeur et le blâme de la victime
Le film s'attache d'abord à insister sur la responsabilité du violeur alors que la société et la justice ont tendance à s'attarder davantage sur la personnalité de la victime, le fait qu'elle « l'ait cherché » et son éventuelle provocation du violeur. Lena, la serveuse du saloon, joue un rôle important en ce sens. Elle demande d'abord à Harlan de ne pas ennuyer ses clientes. Puis, lors du dialogue avec l'inspecteur, elle déclare : « J'ai toujours su qu'Harlan Puckett finirait truffé sur un parking. Ça m'étonne qu'il ait tenu si longtemps. » Lorsque Hal lui demande quelle personne pourrait avoir commis le meurtre, elle répond « Vous avez vu sa femme ? J'espère que c'est elle », et « je dirais, une de ses minettes ou le mari d'une de ses minettes. » Elle insiste enfin sur l'innocence des deux héroïnes. La personnalité d'Harlan est également mise en évidence dans son interaction avec Louise juste avant qu'elle l'abatte, où il refuse de reconnaître la gravité de son acte : « On ne faisait que s'amuser. » Même menacé par un revolver, il reste arrogant et démontre clairement qu'il veut violer Thelma ou n'importe quelle autre femme s'il le pouvait.
Parallèlement à la responsabilité du violeur, le film insiste sur l'innocence de Thelma à travers la mise en évidence du phénomène du blâme de la victime. Lorsque les deux femmes, encore sous le choc, sont attablées dans une station-service juste après avoir fui les lieux du crime, s'engage le dialogue suivant:
Thelma : « Je vais te dire un truc… Bonjour les vacances ! Vraiment je m'éclate, c'est le pied. »
Louise: « Si tu cherchais un peu moins à t'éclater, on n'en serait pas là. »
Thelma: « Qu'est-ce que tu veux dire ? »
Louise: « Ferme-la, c'est tout, Thelma. »
Thelma: « C'est de ma faute, c'est ça ? »
Louise ne répond pas. Elle redresse brusquement la tête et la regarde fixement, avec une nervosité supplémentaire, puis baisse la tête, semblant réfléchir à ses propos. Elle prend conscience de son erreur et, peut-être parce qu'elle l'a elle-même subi antérieurement, ne veut pas imposer le blâme à son amie,. Cette volonté est appuyée par l'échange entre les héroïnes pendant la poursuite finale, où Thelma, paniquée, dit « Tout ça c'est ma faute » et Louise répond : « Bon sang, Thelma, tu n'as pas encore compris que ce n'est pas ta faute ! »

#### La justice inadaptée
Le film évoque ensuite l'incapacité du système judiciaire à protéger les victimes de violences sexuelles, étant donné ses règles relatives notamment à la preuve du viol. Dans la voiture fuyant le parking où a eu lieu le meurtre, Thelma demande: « On devrait pas aller chez les flics ? Faut prévenir la police. »
Louise: « Et leur dire quoi ? Tu veux leur dire quoi ? »
Thelma: « Simplement ce qui s'est passé. »
Louise: « Quelle partie ? »
Thelma: « Tout. Qu'il était en train de me violer. »
Louise: « Il y a 100 témoins qui t'ont vue collée à lui toute la soirée. Qui va croire ça ? Le monde n'est pas aussi simple. »
Cette question est précisée par le dialogue entre les deux femmes juste avant que Thelma appelle son mari pour la seconde fois et que Louise lui signale qu'il est probablement sur écoute,:
Thelma: « Sur écoute ? Pourquoi tu dis ça ? »
Louise: « Voyons Thelma, meurtre et vol à main armée? »
Thelma: « Et la légitime défense ? »
Louise: « Tu parles, on s'en allait. »
Thelma: « Oui, mais ils n'en savent rien. Je dirai qu'il me violait et que tu as dû le tuer. C'est presque la vérité. »
Louise: « Ça ne marchera pas. »
Thelma: « Pourquoi ? »
Louise: « On n'a pas de preuve. On ne peut pas prouver qu'il t'a touchée. De toute façon, c'est trop tard. »
Thelma: « La justice, c'est pas de la tarte, hein ? »
Cette problématique revient une troisième fois, dans la bouche de Thelma devenue hors-la-loi et ayant définitivement perdu sa naïveté : 

« Personne ne nous croirait, on aurait eu des problèmes. Nos vies auraient été fichues. Et tu sais quoi en plus ? Ce type m'en faisait voir. Sans toi ça aurait été bien pire. Et il s'en serait tiré puisqu'on nous avait vu danser. Ils auraient dit que je l'avais allumé. Et ma vie aurait été bien pire que ce qu'elle est maintenant. Là au moins, je m'éclate. Et je ne regrette pas que ce salaud soit mort. Je regrette juste que tu l'aies tué et pas moi. »

Évoquer la difficulté de faire condamner les violeurs était une volonté claire de la scénariste. Le script contient également une scène non retenue présentant l'inspecteur Hal qui prend un dossier sur lequel figure le nom de Louise Sawyer. Il l'ouvre et lit en diagonale une histoire personnelle. Une pièce du dossier est un rapport de viol provenant du Texas, barré d'un cachet contenant les mots « charges non retenues ».

#### L'ordre patriarcal

Le Texas incarne l'État de l'ordre patriarcal

En plus de dénoncer les failles du système judiciaire en matière de condamnation des auteurs de violence sexuelle, le film aborde également la question des régimes encore plus hostiles à l'égard des femmes. Juste après le meurtre, Louise veut fuir vers le Mexique en refusant de passer vers le Texas, ce qui oblige les deux femmes à contourner cet État par le Nord et de fortement allonger l'itinéraire. Elle explique plus tard sa décision : « Quand on a explosé un mec le pantalon sur les chevilles, crois moi, mieux vaut ne pas se faire arrêter au Texas. » Le Texas apparaît comme la version extrême de la loi qu'elles fuient.
C'est d'ailleurs dans cet État que Louise a appris à tirer au revolver. Le Texas est aussi un des États les plus conservateurs et est doté des lois les plus dures. Le Texas n'est pas seulement l'endroit où il ne faut pas être arrêté après avoir tué un homme le pantalon sur les genoux, il incarne également celui de l'ordre patriarcal et masculin, la loi du père, la loi de la Nation et la loi des hommes, ce à quoi Thelma et Louise veulent définitivement se soustraire.

#### Le silence des victimes de viol
Face à un système judiciaire inadapté et par crainte de la condamnation sociale, bon nombre de victimes de viol se taisent. Le film aborde ce phénomène par le silence de Louise sur ce qui lui est arrivé au Texas. Lorsque Thelma lui demande si c'est ça qu'elle a vécu au Texas, Louise arrête la voiture et lui dit avec une certaine agressivité qu'elle ne veut pas en parler et qu'elle n'en parlera jamais.

#### Viol ou tentative de viol?
La qualification de l'acte commis par Harlan sur Thelma comme viol ou tentative de viol est abondamment débattue par les commentateurs du film. Le viol implique une pénétration, ce qu'il n'est pas permis de montrer dans un film grand public.
Certains détracteurs du film, en particulier ceux qui le rejettent en raison du comportement violent des héroïnes, considèrent qu'il ne s'agit que d'une tentative de viol afin de minimiser l'acte d'Harlan et d'insister sur la responsabilité de Thelma. Certaines féministes insistent au contraire sur la gravité de l'acte commis en le qualifiant de viol. Thelma dit elle-même que l'agresseur « était en train de [la] violer » lorsqu'elle propose à Louise de se rendre à la police au moment où elles fuient les lieux du crime.
D'autres féministes considèrent qu'il s'agit pourtant bien d'une tentative de viol parce qu'il serait irréaliste qu'une femme ayant subi le traumatisme d'un viol, ait envie d'une relation sexuelle avec le premier autostoppeur venu quelques heures seulement après l'agression. Ce à quoi les premières répondent que ce serait indubitablement le cas dans des circonstances normales, mais dans le film Thelma accède par ailleurs à l'émancipation et à la liberté. L'accès à la liberté est érotique,.

### L’émancipation et l’accomplissement de soi
Un troisième thème du film est celui de l'émancipation féminine, l'accomplissement personnel, la prise de contrôle des femmes sur leur vie, l’empowerment. Thelma et Louise sont confrontées à des événements qui les poussent à choisir une autre vie. Cette prise de contrôle sur leur corps et leur vie passe par la réappropriation du revolver, un objet occupant un rôle central dans la mythologie américaine comme instrument d'autonomie. L'émancipation est également une caractéristique du personnage de Thelma qui se voit transformée tout au long du film.
Certains font remarquer que cet accomplissement de soi-même passe par la prise de conscience par les héroïnes de la fatalité qu'elles assument justement parce qu'elles en ont combattu, avec « une énergie brute », l'engrenage, le poids et les conséquences.

### La transgression de genre
Un dernier thème important du film est celui de la transgression des genres sexuels. Au fil de l'histoire, les deux héroïnes abandonnent leurs tenues vestimentaires féminines pour adopter une apparence plus masculine. La transgression de genre s'opère également par leur comportement : elles deviennent hors-la-loi et adoptent des gestes et attitudes viriles. Le film inverse enfin les rapports de genre à l'espace en présentant deux femmes qui partent à la conquête de l'Ouest alors que les hommes les attendent au foyer.

#### La transformation vestimentaire
Au début du film, Thelma et Louise ont une apparence féminine : maquillage, coiffure élaborée avec soin, une robe pour Thelma et un foulard pour Louise, tenues immortalisées par la photo instantanée prise à leur départ. Au fil du scénario, elles vont abandonner ces accessoires pour des vêtements pratiques et masculins.
Thelma abandonne d'abord son alliance dans le motel où elle passe la nuit avec le jeune autostoppeu. Inspirée par le récit de ce dernier, Thelma commet le braquage habillée exactement comme lui, c'est-à-dire en portant un jeans et une chemise bleue. Une séquence non retenue montre ensuite Thelma enfiler le tee-shirt noir arborant une tête de mort qu'elle porte lors de l'explosion du camion-citerne. Elle récupère enfin la casquette de baseball du camionneur décorée du drapeau américain, un symbole national masculin par excellence.
Louise, quant à elle, jette son rouge à lèvres hors de la voiture après avoir tenté de se remaquiller alors que Thelma commet le braquage. Plus tard, elle échange ses lunettes de soleil contre celles du policier que les deux femmes enferment dans le coffre. Elle transforme son foulard en bandana qu'elle noue, mouillé, autour de son cou pour lutter contre la chaleur. Elle troque enfin ses bijoux, y compris sa bague de fiançailles, contre le chapeau d'un vieillard.
À mesure que les héroïnes perdent leurs attributs vestimentaires traditionnels féminins, elles s'approprient également différents signifiants de la masculinité.

#### L'appropriation des comportements masculins
Le film repose sur l'histoire de deux femmes que la force des choses (frustrations et médiocrité du quotidien, hasard, destin) décide à prendre leur vie en mains, à couper des ponts et, par là même, à reprendre contrôle sur leur destinée, en usant de moyens réservés jusque-là aux hommes : l'action, la violence et la conquête de la liberté. Thelma et Louise adoptent des comportements traditionnellement masculins liées à la vie sur la route, à l'errance : écouter de la musique à fond, rouler vite, boire de l'alcool, le tout avec un revolver à la ceinture du pantalon.
Les deux héroïnes se réapproprient également le langage. Louise se permet une « correction sémiotique » lors de sa confrontation avec le violeur. Alors que Thelma saigne et pleure, Harlan explique qu'ils ne faisaient que s'amuser. Louise rejette sa définition de l'amusement : « À l'avenir, sache que quand une femme pleure comme ça, elle ne s'amuse pas. ». Malgré le revolver pointé sur lui, l'homme reste arrogant et continue à lui tenir des propos vulgaires. Louise le fait définitivement taire en l'abattant, puis adresse la phrase « Fais gaffe à ce que tu dis, petit ! » à son corps inerte.
Lors des interactions et de la scène sexuelle entre Thelma et le jeune autostoppeur, Ridley Scott opère une inversion des genres masculin et féminin. Thelma exprime son désir pour le jeune homme et n'hésite pas à commenter à plusieurs reprises son physique et notamment ses fesses. Dans une scène non retenue, Thelma jauge également le corps de deux motards qui les dépassent. Les deux femmes ne sont plus les objets sexuels sur lesquels les hommes se retournaient lorsqu'elles traversaient le saloon au début du film, mais deviennent sujets, tandis que l'homme est rabaissé à un statut d'objet. La réalisation de la scène sexuelle s'inscrit dans cette logique de transgression de genre puisque contrairement aux conventions traditionnelles, la caméra est plus longtemps focalisée sur le corps de l'homme que sur celui de la femme, par exemple en insistant par un lent travelling sur le torse nu de Brad Pitt.
Enfin, les héroïnes s'approprient le revolver, symbole phallique par excellence et instrument de pouvoir, d'autorité et d'autonomie masculine.

#### Le foyer et le Far West
Thelma & Louise est un film jouant sur l'espace, à la fois les étendues de l'Ouest américain et l'intérieur confiné du foyer. Il a néanmoins la particularité d'inverser les rôles puisque les femmes parcourent la route et les territoires des westerns, tandis que les hommes les attendent au foyer dans un huis clos cher à Ridley Scott
Alors que les deux héroïnes usent de comportements de plus en plus masculins au long de leur cavale, les hommes adoptent des codes traditionnellement féminins à l'intérieur. Lors de la première journée de fuite de son épouse, Darryl est présenté devant un match de football entouré de canettes de bière et de restes de pizza, montrant par là que les tâches ménagères revenaient à Thelma. Dès le lendemain, il accueille pourtant les policiers dans une maison propre et leur enjoint d'essuyer leurs pieds avant d'entrer. Les policiers eux-mêmes vont jusqu'à tuer l'attente d'un coup de téléphone des deux femmes, en regardant un film sentimental.
Le film montre également des hommes pleurer, ce qui est une attitude traditionnellement féminine. Après avoir mis en scène un policier éclatant en sanglots sous la menace de Thelma, le film contient un dernier plan fixe sur Darryl, toujours chez lui, seul, en larmes, abattu et désespéré.

## Influence culturelle
Thelma et Louise a obtenu un grand succès et est aujourd'hui considéré comme un classique. Il est l'objet de nombreuses références dans la culture populaire, et influence diverses créations artistiques.

### Influences sur le cinéma
Thelma & Louise a été un film-clé dans l'histoire du road movie car il a ouvert la voie à des films féminins de ce genre. Plusieurs scénarios s'en sont inspirés : En quête de liberté (1992), Crimes maquillés (2000), Une blonde en cavale (2000) et le film italien Gasoline (2001). En France, le film Jeunesse dorée (2001) raconte le périple de deux adolescentes parties pour faire un reportage photo, dont les rencontres leur permettent une première construction personnelle.

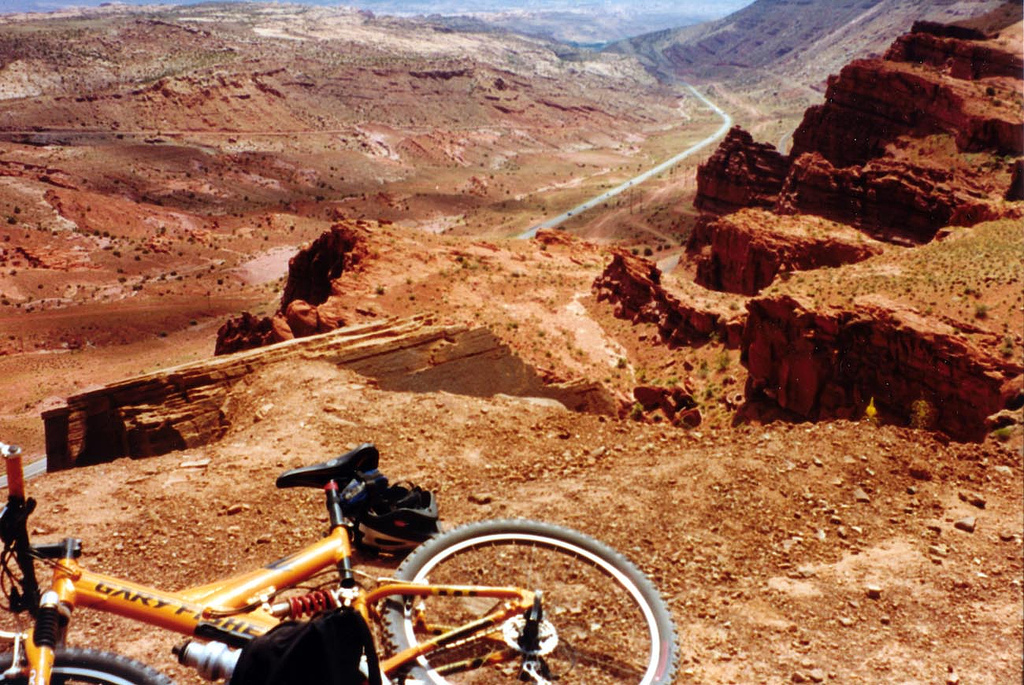
L'apparition du cycliste rasta dans le film marque la fin de la présence exclusive de l'homme blanc dans les paysages du Far West

Par sa dimension homosexuelle, Thelma et Louise a inauguré une série de roadmovies non seulement lesbiens, tels que l'adaptation cinématographique de Even Cowgirls Get the Blues (1993) et le film Avec ou sans hommes (1995), mais aussi gays comme My Own Private Idaho (1991), The Living End (1992) et Extravagances (1995). Le film israélien Joe + Belle (2011) présente quant à lui une version lesbienne d'un scénario très largement inspiré de Thelma et Louise.
Le film contient une séquence où un cycliste rasta, après avoir remarqué le policier enfermé dans le coffre de sa voiture, souffle la fumée de son joint dans les trous d'aération faits par Thelma. Cette scène, en particulier le fait que le policier soit réduit à un petit doigt blanc indiquant l'emplacement des clés, a été interprétée comme la fin symbolique de la présence exclusive de l'homme blanc hétérosexuel dans le Far West. Après Thelma et Louise, les gens de couleur se sont dès lors vu reconnaître une place plus importante dans les longs métrages hollywoodiens consacrés à la route, ce qui a donné naissance à Get on the Bus (1996) et Liens d'acier (1996).
Thelma et Louise est également un des tout premiers films mettant en scène des femmes répondant par les armes à la violence de genre. Il a inspiré d'autres films sur ce thème : d'abord l'adaptation cinématographique du roman Dirty Weekend (1993) d'Helen Zahavi qui, à l'image de la polémique causée par la sortie du film de Ridley Scott, est le dernier en date des ouvrages de littérature à avoir fait l'objet d'une demande d'interdiction au Parlement du Royaume-Uni pour cause d'immoralisme ; puis l'adaptation du roman Baise-moi (2000) de Virginie Despentes, bien que cette dernière explique ne pas avoir pensé à Thelma et Louise pour réaliser son film, même si elle l'a beaucoup aimé.
Le film Thelma, Louise et Chantal (2010) est un road movie français mettant en scène trois femmes d'une cinquantaine d'années se rendant en voiture aux noces d'un ex commun. Avec Jane Birkin, Catherine Jacob et Caroline Cellier dans les rôles principaux, ce film rend librement hommage à Thelma et Louise.

#### Références dans la musique

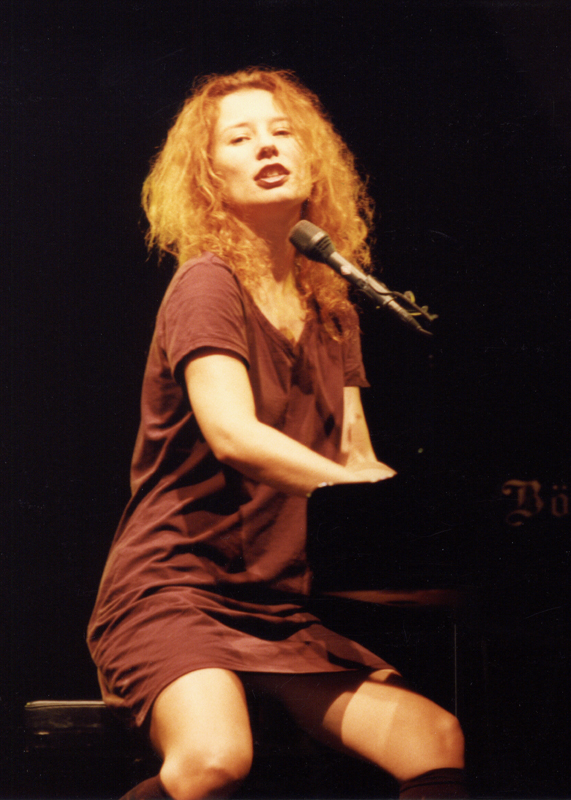
Tori Amos a composé « Me and a Gun » après avoir vu Thelma et Louise